# Battaglia di Verdun
La battaglia di Verdun (in francese Bataille de Verdun, AFI: [baˈtaj də vɛʁˈdœ̃]; in tedesco Schlacht um Verdun, AFI: [ˈʃlaxt ˀʊm vɛɐˈdœŋ]), nome in codice operazione Gericht ("giudizio"), fu l'unica grande offensiva tedesca avvenuta tra la prima battaglia della Marna del 1914 e l'ultima offensiva del generale Erich Ludendorff nella primavera del 1918.
Fu una delle più violente e sanguinose battaglie di tutto il fronte occidentale della prima guerra mondiale; ebbe inizio il 21 febbraio 1916 e terminò il 19 dicembre dello stesso anno, vedendo contrapposti l'esercito tedesco, guidato dal capo di stato maggiore, generale Erich von Falkenhayn, e l'esercito francese, guidato dal comandante supremo Joseph Joffre sostituito al termine del 1916 con il generale Robert Georges Nivelle.
Verdun costituì un punto di svolta cruciale della guerra in quanto segnò il momento in cui il peso principale delle operazioni nel fronte occidentale passò dalla Francia all'Impero britannico, fece svanire le ancora concrete possibilità della Germania di vincere la guerra e influenzò in parte l'entrata in guerra degli Stati Uniti d'America nel conflitto.
Questa spaventosa battaglia divenne una sacra leggenda nazionale in Francia, sinonimo di forza, eroismo e sofferenza, i cui effetti e ricordi perdurano ancora oggi; la battaglia coinvolse quasi i tre quarti delle armate francesi, e benché nella storia, e nella stessa prima guerra mondiale, ci siano state battaglie anche più cruente, Verdun detiene probabilmente il non invidiabile primato di campo di battaglia con la maggior densità di morti per metro quadro.
Il fatto d'armi che più si avvicina a Verdun fu la battaglia di Stalingrado nella seconda guerra mondiale, spesso considerata una «Verdun russa», ma mentre a Stalingrado l'esercito tedesco tentò la conquista di una città strategicamente importante, a Verdun lo scopo dell'offensiva di Falkenhayn fu quello di "dissanguare goccia a goccia" l'esercito francese.
Nei piani del capo di stato maggiore generale tedesco, l'importanza morale e propagandistica di un attacco a Verdun avrebbe fatto in modo che tutto lo sforzo francese si riversasse nella difesa di un caposaldo ritenuto di primaria importanza per la Francia. Lo scopo era quello di convogliare il maggior numero di truppe nemiche in un solo settore, per poi colpirle con la massima potenza possibile, mediante il violento impiego di artiglieria, in modo da infliggergli il maggior numero possibile di perdite.

## Premesse
Le cause dell'attacco tedesco a una delle più formidabili fortezze d'Europa, e della successiva strenua resistenza francese, hanno però delle radici più profonde, da ricercare nei fatti accaduti durante la seconda metà del secolo precedente, dalla guerra franco-prussiana del 1870 alla riorganizzazione politica e militare di Francia e Germania.
Nel luglio 1870 le forze di Napoleone III subirono alcune sconfitte iniziali non decisive, ma da quel momento in poi l'esercito francese incominciò a ritirarsi e non riuscì più a riprendersi. I tedeschi non dettero tregua all'esercito francese che venne costretto a ripiegare prima a Metz, dove una sua metà comandata dal generale François Bazaine venne circondata e si arrese dopo due mesi di inerzia, e poi a Sedan, in cui l'altra metà dell'esercito, comandata da Patrice de Mac-Mahon, venne intrappolata e costretta alla resa definitiva. Fu una vera e propria catastrofe per l'esercito francese che da secoli si considerava la sola vera razza di guerrieri d'Europa. Quattro mesi dopo il re di Prussia si proclamò Kaiser nella galleria degli Specchi della reggia di Versailles, nel palazzo su cui campeggiava la scritta À toutes les Gloires de la France davanti a un dipinto che raffigura i francesi in atto di umiliare i tedeschi.

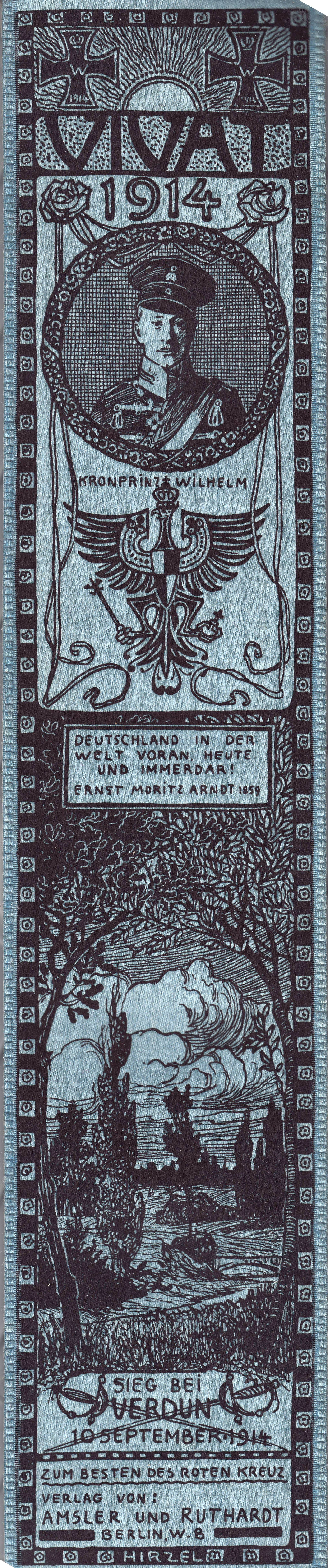
Nastro "Vivat" che commemora l'assedio di Verdun del 1914

La Francia si ritrovò con un esercito in sfacelo e una nazione demoralizzata e finanziariamente in seria difficoltà; l'Alsazia e la Lorena, centri industriali tra i più importanti dell'Europa e della Francia, vennero ceduti al Reich tedesco, ma l'orgoglio francese diede presto nuovo slancio al paese, ansioso di revanscismo verso l'odiato nemico tedesco.
Quindici anni dopo Sedan, l'esercito francese aveva riguadagnato la sua potenza difensiva e offensiva e la Francia, dopo essersi ripresa economicamente e militarmente, incominciò la costruzione lungo la frontiera est di un forte sistema difensivo. Per non ricadere nella trappola di Metz, invece di fortificare le città venne decisa la costruzione di due linee continue di forti. Venne realizzato così il famoso Sistema Séré de Rivières, ideato dall'omonimo generale, che consisteva in una lunga linea fortificata che aveva il "nodo principale" proprio nelle fortezze di Verdun.
Benché l'esercito tedesco del 1914 fosse molto più potente a confronto di quello del 1870, il sistema di fortificazioni "Séré de Rivières" avrebbe provocato lunghi e duri combattimenti in caso di attacco lungo le tradizionali vie di invasione, e l'alleanza tra Francia e Russia rendeva inevitabile per la Germania il rischio di affrontare una guerra su due fronti; entrambi furono fattori che influenzarono il conte Alfred von Schlieffen nell'ideare l'omonimo piano che prevedeva di schiacciare la Francia con una "guerra lampo" mentre in Russia erano ancora in corso le operazioni di mobilitazione.
La paura francese di rimanere, in caso di nuovo conflitto, impantanati in una nuova disastrosa ritirata, fece crescere nelle file degli ufficiali francesi la stima nella teoria dell'«attacco a oltranza», elaborata dal colonnello Louis de Grandmaison, in base alla quale: «se il nemico osava prendere l'iniziativa anche per un solo istante, ogni pollice di terreno doveva essere difeso fino alla morte e, se perduto, riconquistato con un contrattacco immediato anche se inopportuno». I comandi francesi da Ferdinand Foch a Joseph Joffre fecero pieno affidamento su questa teoria, ritenendo inizialmente inutili e superflue anche le armi di cui l'esercito tedesco dell'epoca faceva già ampio uso, come l'artiglieria pesante a supporto della fanteria e l'uso manovrato delle mitragliatrici.
Dal canto suo il generale Erich von Falkenhayn, conoscendo l'importanza vitale di Verdun per la nazione francese e appunto le tecniche offensive dell'esercito nemico, prevedendo che la piazzaforte sarebbe stata difesa tenacemente fino all'ultimo, elaborò un piano basato sul dissanguamento graduale, tramite il massiccio impiego di artiglieria, dell'esercito francese, che sarebbe stato decimato giorno dopo giorno per la difesa della "mistica Verdun". Tutto ciò accadde e fu applicato sanguinosamente per quasi dieci mesi, in cui la piazzaforte divenne il teatro di una gigantesca battaglia di logoramento che coinvolse entrambi i contendenti.
Quando i tedeschi diedero inizio all'assalto il 21 febbraio, erano passati solo due mesi dal giorno in cui il generale Falkenhayn era riuscito a convincere il Kaiser Guglielmo II che lo Stato Maggiore francese, essendo determinato a difendere a ogni costo la storica cittadella posta sulla strada che da est conduceva a Parigi, "si sarebbe visto costretto a impiegare in quell'azione fino all'ultimo uomo" piuttosto che rinunciare alla fortezza e attestarsi su un'altra linea difensiva.

### La piazzaforte di Verdun

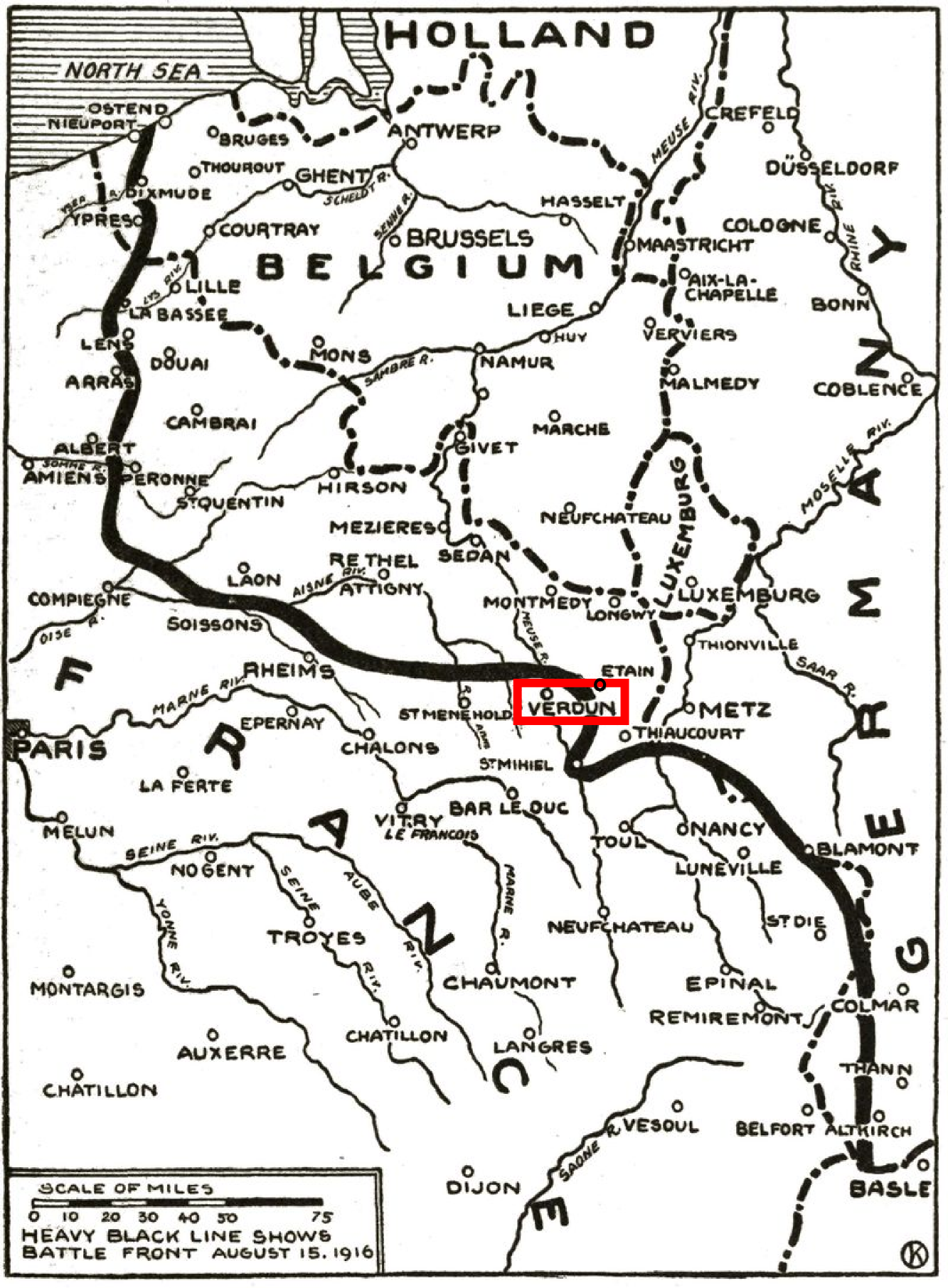
Mappa del fronte occidentale dove si può notare il "cuneo" indicante il fronte di Verdun

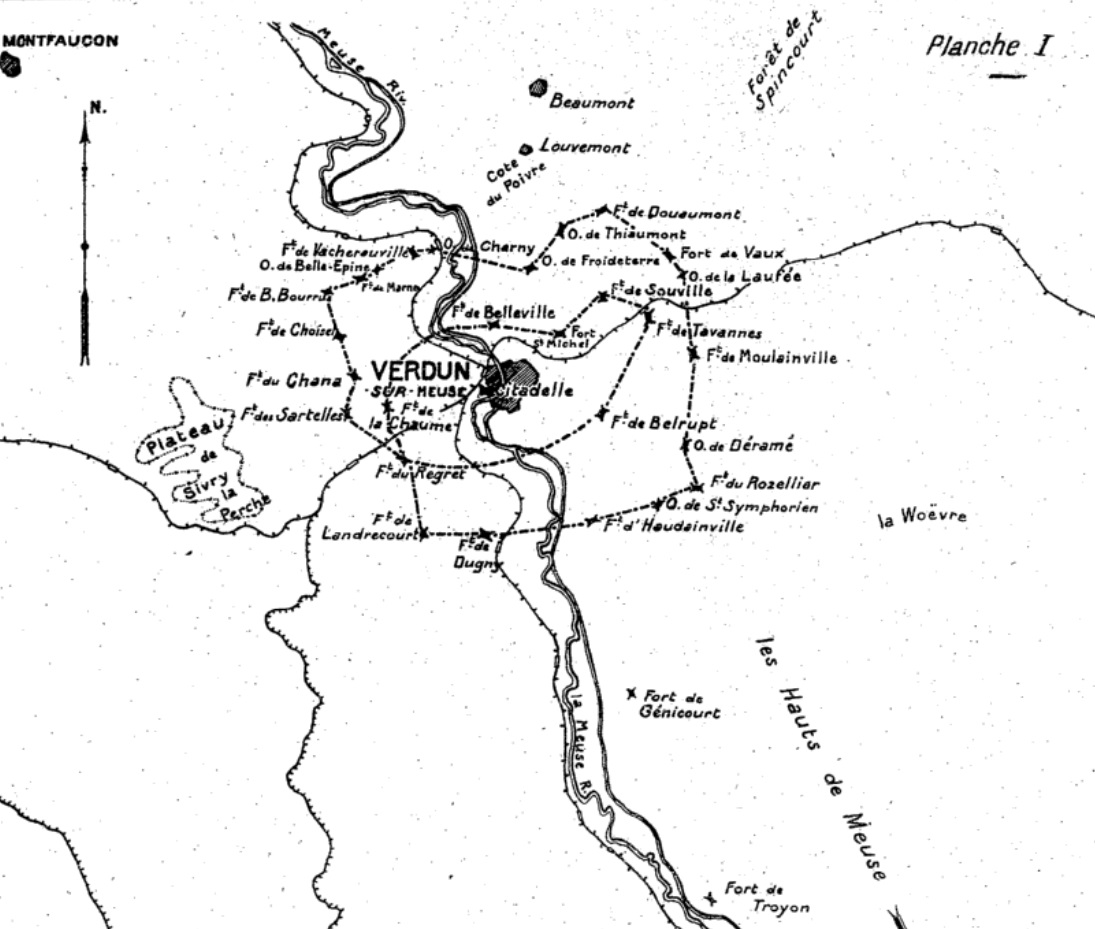
Mappa indicante il sistema fortilizio attorno a Verdun

La città di Verdun, nota già ai tempi di Roma con il nome di Virodunum, era un importante campo fortificato organizzato per sbarrare il passo alle popolazioni germaniche. Nell'843 il trattato di Verdun divise l'Europa in tre parti e segnò la nascita della Germania come nazione; per i teutonici prima e per i tedeschi poi, Verdun rappresentò un simbolo quasi mistico e benché la cittadina in base al trattato fosse in territorio francese, nel 923 cadde sotto il dominio teutonico fino alla liberazione per mano di Enrico II nel 1552. Cento anni dopo, fu trasformata da Sébastien de Vauban in una imponente fortezza destinata a essere regolarmente assediata nei secoli successivi. La città fu duramente attaccata durante la guerra dei trent'anni, poi bombardata dai cannoni prussiani nel 1792 e, successivamente nel 1870, quando fu l'ultima delle fortezze francesi a cadere durante la guerra franco-prussiana.
Nel 1916 Verdun era una cittadina tranquilla, considerata inattaccabile dai comandi francesi, che videro le fortezze intorno alla città resistere efficacemente all'assedio dell'armata del Kronprinz durante l'attacco sulla Marna del 1914. In quella occasione Verdun si ammantò di una veste ancor più "eroica" e importante di quello che già era. Da ogni lato Verdun era circondata da ripide colline lambite dalla Mosa, presidiate da numerosi forti - nelle carte topografiche tedesche del 1914 erano segnati non meno di venti forti maggiori e quaranta di media importanza (Ouvrages in francese) - che avrebbero impedito grazie a un efficace tiro incrociato qualunque avanzata nemica.
Inoltre, dalla fine dei primi scontri nel settore, Verdun fu munita di una serie di profonde trincee protettive, lunghe dai 4 ai 5 chilometri; tecnicamente la città era il punto più forte dell'intero fronte francese, ma in pratica si sarebbe rivelato uno dei più deboli. Questo perché la piazzaforte fu privata quasi completamente dei suoi pezzi d'artiglieria, che furono tolti per essere adoperati al fronte, in quanto dopo aver verificato la grave carenza di bocche da fuoco nelle offensive del 1915, i francesi decisero di attingere anche alle artiglierie collocate nei forti di Verdun. Questa decisione fu peraltro assecondata dalla teoria di Louis de Grandmaison, che diceva: "il posto del soldato francese è in campo aperto e, se assolutamente necessario, in trincea, ma non certamente nascosto sotto un blocco di cemento".
In questo modo il sistema difensivo più potente venne privato delle sue armi, ma successivamente anche dei suoi uomini. Questi furono mandati su altri fronti, lasciando praticamente sguarnito il caposaldo di Verdun, dove conseguentemente non fu possibile eseguire il giusto completamento del sistema trincerato a difesa del settore che, al momento dell'attacco tedesco, era privo di trincee di collegamento, reticolati e collegamenti telefonici sotterranei. Tutte necessità vitali per reggere a un attacco nemico.
Il generale Herr si disse molto preoccupato dalla situazione, tanto da dichiarare: «Tremo ogni giorno. Non potrei resistere a un attacco; l'ho detto al Grand Quartier Général, ma non mi hanno nemmeno ascoltato». Il generale si trovò davanti al disinteresse dell'alto comando francese guidato dal generale Joffre, il quale di fronte all'evidente minaccia tedesca e nonostante i palesi movimenti nemici dall'altra parte del fronte, continuò a non preoccuparsi del pericolo imminente. Inoltre le ricognizioni del Service Aéronautique francese avevano confermato il concentramento di artiglierie dietro le linee nemiche. Questa era la condizione critica in cui si presentava il settore francese alla vigilia dell'attacco che i tedeschi avrebbero attuato a fine febbraio, mirando a conquistare uno dei simboli più importanti della Francia.

## Preparativi
(Erich von Falkenhayn)

### Operazione Gericht

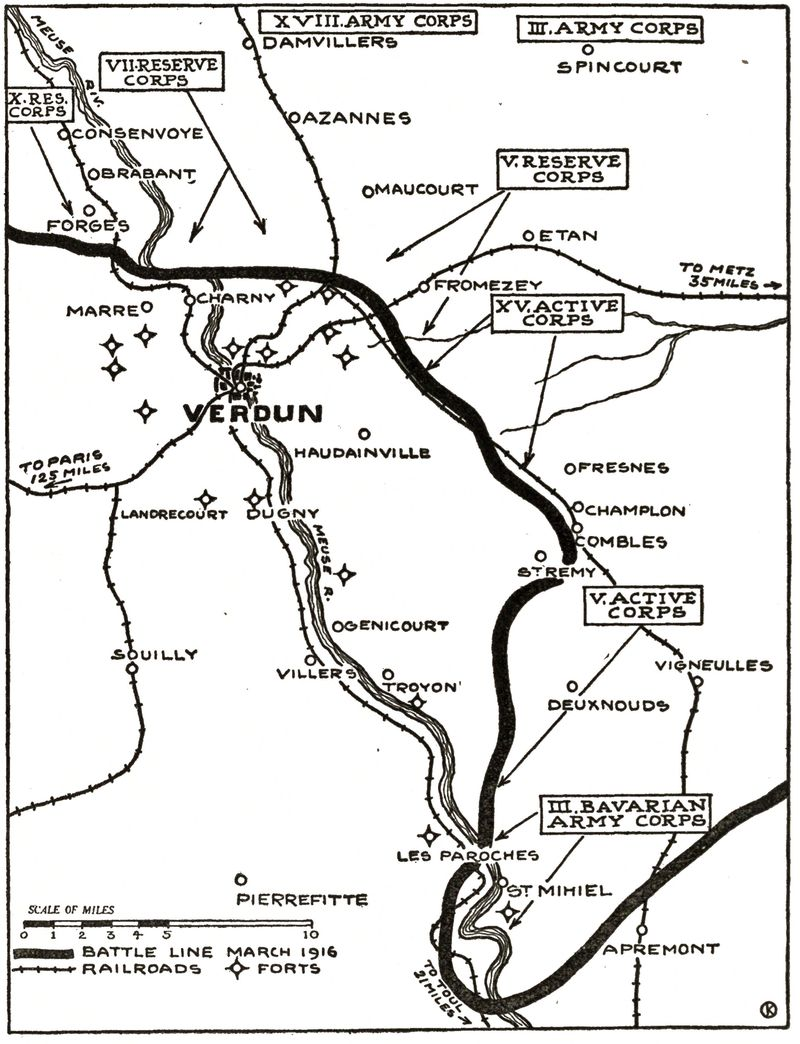
La disposizione delle truppe tedesche alla vigilia della battaglia

Pochi giorni prima del Natale 1915, Falkenhayn si recò dal Kaiser per proporgli un'offensiva rivolta contro la Francia. Il capo di Stato maggiore dell'esercito tedesco convinse l'imperatore ad attaccare il nemico per "finirlo", costringendolo ad arrendersi, e in questo modo rivolgere tutta l'attenzione verso la Gran Bretagna. Un attacco alla Francia, spiegò Falkenhayn, «permetterebbe al nostro esercito, con mezzi limitati, di impegnare duramente l'esercito francese nella difesa di Verdun costringendolo a impiegare nella difesa fino all'ultimo uomo disponibile. In questo modo le forze francesi si dissangueranno, non potendosi più ritirare anche se volessero, e senza tener conto delle nostre eventuali avanzate, il nostro impegno in un fronte ristretto sarebbe minimo».
Per Falkenhayn la scelta dell'obiettivo da attaccare era tra Belfort e Verdun; la scelta cadde sulla seconda opzione, soprattutto perché l'armata che avrebbe condotto l'attacco sarebbe stata la 5ª comandata dal figlio del Kaiser, il Kronprinz Guglielmo, e una sua eventuale vittoria avrebbe avuto degli utili risvolti propagandistici soprattutto nel fronte interno. E dal giorno successivo, dopo il ritorno di Falkenhayn, ossia la vigilia di Natale, « [...] cominciò a giungere una valanga di telegrammi, mascherati sotto il nome convenzionale di Gericht, che significa tribunale o giudizio, oppure, più raramente, luogo di esecuzione».
Il primo dei corpi d'armata predisposti per l'attacco a Verdun fu trasportato da Valenciennes, in grande segretezza, il 27 dicembre; esattamente un mese dopo, il 27 gennaio (data scelta per ragioni di buon auspicio in quanto compleanno del Kaiser), furono emanati gli ultimi ordini e fu stabilita la data dell'attacco (il 12 febbraio).
Vennero costruite in breve tempo dieci nuove linee ferroviarie a scartamento ridotto e circa 24 nuove stazioni per portare tonnellate di rifornimenti di ogni genere, oltre a sette linee di raccordo per portare nella foresta di Spincourt il munizionamento dei cannoni pesanti in essa nascosti.

### Il ruolo strategico dell'artiglieria

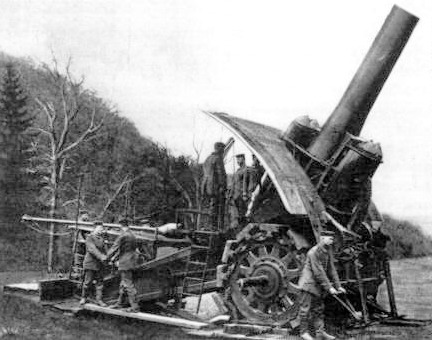
La "grande Berta", il potente obice tedesco massicciamente utilizzato a Verdun

Il massimo sforzo dei tedeschi era però assorbito dall'artiglieria: tutto il loro piano infatti si basava su un utilizzo massiccio di quest'arma. In linea di massima, il piano strategico prevedeva l'utilizzo dei cannoni pesanti, che avrebbero avuto il compito di scavare un profondo vuoto nelle linee francesi, che la fanteria tedesca avrebbe poi gradualmente occupato; sarebbero poi stati distrutti anche i flussi di rifornimento francesi grazie a un costante e violento fuoco di sbarramento verso le retrovie, così da impedire eventuali contrattacchi organizzati. I settori francesi sarebbero stati martellati continuamente da 306 pezzi d'artiglieria campale, 542 pezzi d'artiglieria pesante, 152 Minenwerfer ("lanciamine") e vari altri pezzi di piccolo e medio calibro sistemati sui fianchi. Questo assembramento eccezionale fu tale che, su un fronte di appena 14 km, vennero dispiegati circa 1 220 pezzi d'artiglieria, ossia uno ogni 12 metri circa.
Era la più grande concentrazione di artiglieria mai vista fino ad allora. I pezzi affluivano da ogni parte e a ogni ora; tra questi vi erano inoltre ben 13 mortai da 420 mm (le famose "grandi Berta" e i "Gamma Mörser" capaci di sparare un proiettile da oltre una tonnellata), 2 cannoni da marina da 380 mm "Langer Max", di lunghissima portata e al sicuro dall'eventuale reazione francese, 17 mortai austriaci da 305 mm (o "cannoni Beta") e un'enormità di pezzi da 210 mm e 150 mm a tiro rapido che divennero la quotidianità con cui si confrontarono per quasi un anno i difensori francesi. In ordine di potenza poi vennero impiegati pezzi da 130 mm, cannoni da campagna da 77 mm che erogavano un efficace fuoco di sbarramento sugli attaccanti, e una nuova e micidiale arma, il lanciafiamme, che venne impiegato per la prima volta proprio a Verdun.

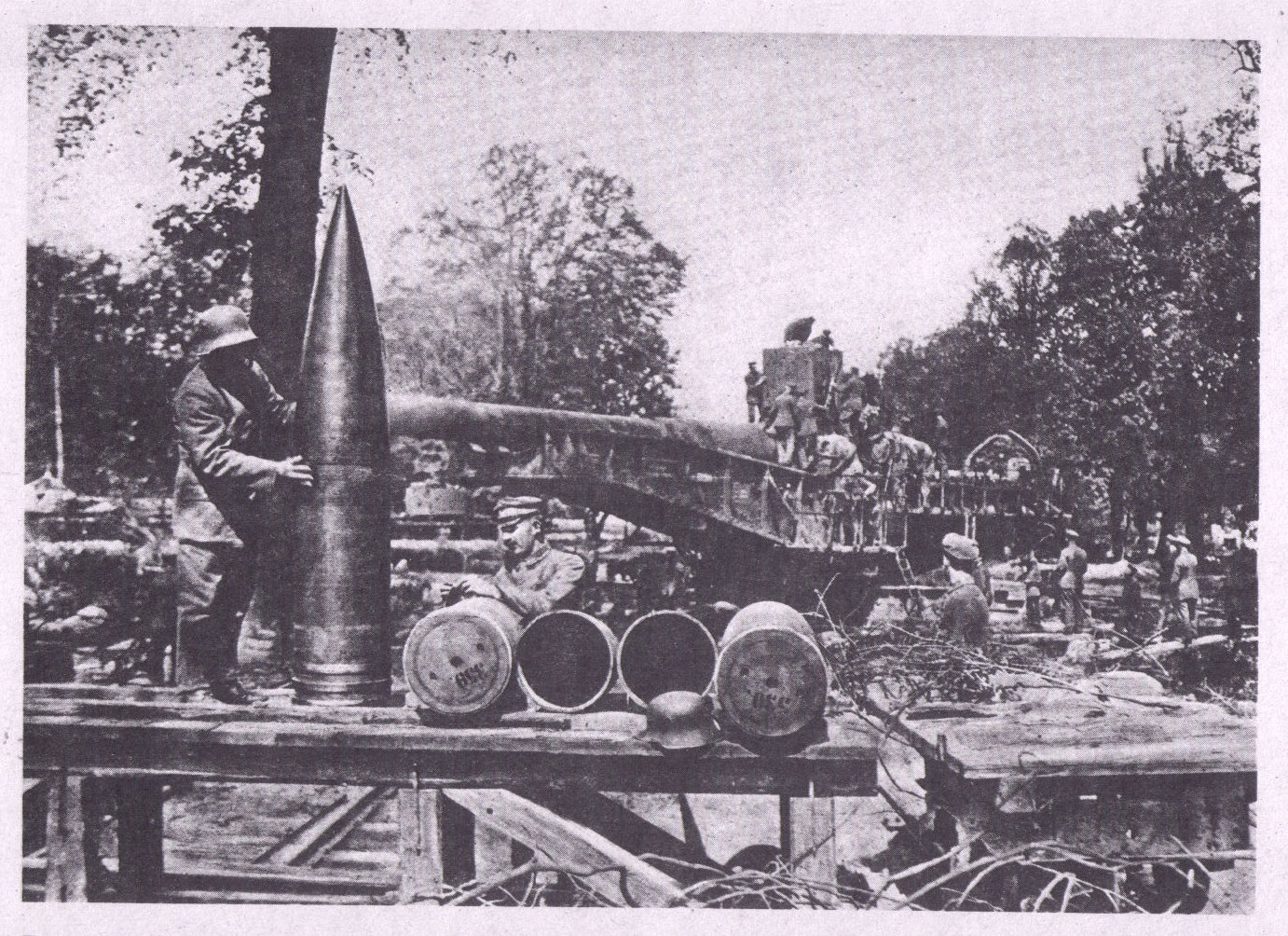
Il Langer Max con le sue granate in primo piano

La meticolosità tedesca non si fermò qui. Ogni cannone era stato accuratamente posizionato con un compito assegnato ben preciso; le colline adiacenti di Romagne e Morimont garantivano un nascondiglio ideale per i grandi pezzi "Gamma" e "Beta" che avrebbero martellato la città e i suoi forti. I pezzi navali da 380 mm dovevano devastare la città di Verdun sparandovi ognuno 40 colpi al giorno e interrompendo le vie di comunicazione a grande distanza grazie alla loro portata. I 210 mm dovevano danneggiare gravemente la prima linea francese e, quando questa fosse stata conquistata, avrebbero dovuto allungare il tiro per creare uno sbarramento nelle zone intermedie, supportando così gli attaccanti per un tempo sufficiente a rinforzare le posizioni e attestarsi saldamente nelle trincee conquistate.
A questo punto le artiglierie più piccole sarebbero avanzate sulla nuova linea, protette dai cannoni pesanti, e da lì avrebbero continuato la loro opera distruttrice verso le linee francesi non ancora conquistate, mentre i pezzi da 150 mm a lunga gittata avrebbero continuato a battere d'infilata le vie d'accesso che conducevano al fronte per impedire qualsiasi contrattacco immediato.
Gli ordini dati agli artiglieri tedeschi citavano: «Nessuna zona deve essere risparmiata dai bombardamenti [...] nessuna tregua alle zone di rifornimento; il nemico non deve sentirsi al riparo in nessun luogo!», e per rendere possibile l'attuazione di questi ordini, per sei giorni furono stipate munizioni per un totale di 2 500 000 proiettili, per il cui trasporto erano occorsi 1 300 treni e un enorme sforzo logistico.
Il 1º febbraio Falkenhayn venne informato che tutti gli oltre 1 220 cannoni erano finalmente in posizione e vennero scavate le piazzole per ospitare gli obici pesanti nella prima linea tedesca in previsione della conquista delle prime linee francesi. Inoltre "truppe speciali" erano pronte per collegare telefonicamente le posizioni avanzate e segnalare con grossi palloni rossi la posizione della fanteria per indirizzare in tempo reale il tiro di sbarramento tedesco.

### La segretezza dei piani tedeschi

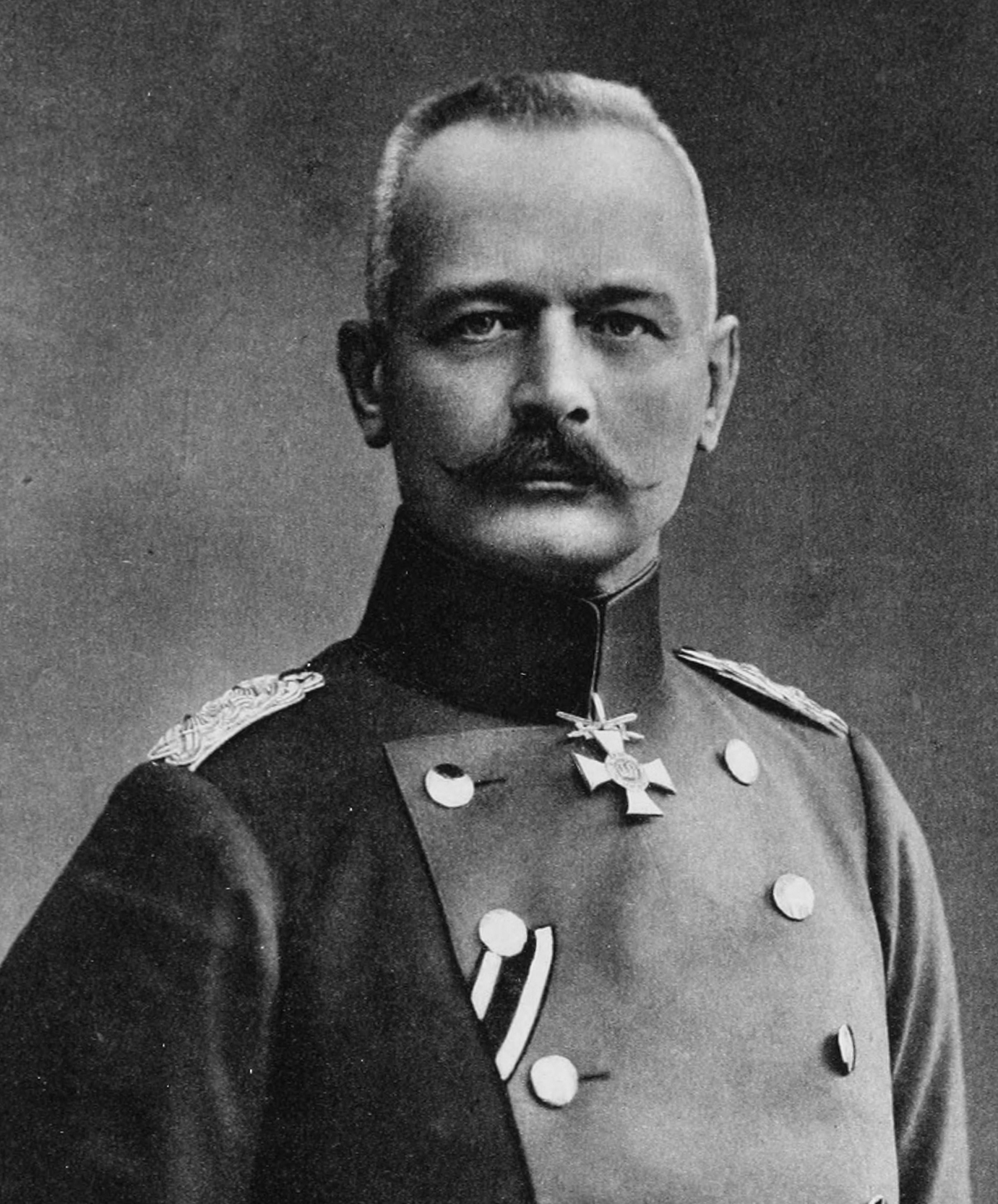
Il feldmaresciallo Erich von Falkenhayn

Oltre alla consueta meticolosità, i tedeschi diedero grande importanza alla segretezza, incarnata nel migliore dei modi dal feldmaresciallo Erich von Falkenhayn che, durante i preparativi per l'assedio di Verdun, assunse un ruolo fondamentale. Il resto dell'esercito venne praticamente tenuto all'oscuro dell'operazione Gericht fino all'ultimo; lo stesso colonnello Max Bauer consulente di Falkenhayn nella preparazione dell'artiglieria, ricevette i piani definitivi molto più tardi del previsto, in modo tale che non potesse più modificarli.
All'estremo sud del fronte, il generale Hans Emil Alexander Gaede continuò inconsapevole i preparativi per un attacco a Belfort, che Falkenhayn in realtà non ebbe mai intenzione di effettuare, ma che avrebbe dovuto ingannare gli anglo-francesi sul vero obiettivo del comando tedesco.
Decine di bombardamenti diversivi furono programmati in vari punti del fronte, e persino alle infermiere che arrivavano per allestire i nuovi ospedali da campo nelle retrovie di Verdun, venne detto che erano lì per curare "malattie interne". Questa "segretezza" ebbe però il suo rovescio della medaglia: lo stesso Kronprinz Guglielmo e persino l'alleato austriaco vennero lasciati quasi all'oscuro delle reali intenzioni di Falkenhayn, solo lui e il Kaiser sapevano che l'offensiva di Verdun non era diretta all'occupazione della città bensì al brutale piano di "dissanguamento" dell'esercito francese, che secondo le previsioni avrebbe avuto effetti tattici e psicologici decisivi. Il comandante dell'esercito tedesco in pratica ingannò il Kronprinz assicurandogli i rinforzi che gli sarebbero serviti per una conquista di Verdun, ma che in realtà tenne a debita distanza dal fronte. Questo atteggiamento fu un errore che ebbe serie ripercussioni in occasione dell'attacco a Fort Douaumont, condotto con un numero di soldati insufficienti, che precluse il possibile sfondamento del fronte francese da parte dell'Armata del Kronprinz, che al momento decisivo si trovò a corto di uomini.
Persino Konstantin von Knobelsdorf asserì, più tardi, che se avesse saputo le reali intenzioni di Falkenhayn non lo avrebbe mai appoggiato; ma intanto i preparativi continuarono, ormai la macchina era in moto.
Per i preparativi vennero poi chiamati pittori a colorare teli mimetici per nascondere gli enormi pezzi di artiglieria dalle ricognizioni aeree francesi, vennero scavate buche per nascondere le munizioni, e venne ordinato che prima dell'attacco solo i pezzi già individuati dagli aerei francesi avrebbero potuto rispondere a eventuali tiri nemici. Ma l'arma in più dei tedeschi non fu né un pezzo d'artiglieria né una nuova tattica, bensì un complesso sistema di tunnel sotterranei scavati lungo tutta la zona dell'attacco chiamati "Stollen", che permisero alle truppe tedesche di sfruttare al meglio l'effetto sorpresa.
Nelle offensive alleate del 1915, il massiccio assembramento di truppe nelle trincee di prima linea veniva individuato facilmente dal nemico, che reagiva con l'artiglieria causando pesanti perdite ancor prima che il nemico uscisse dalle trincee; in questo senso i tedeschi elaborarono questo nuovo sistema di strutture di "prima linea" proprio per ovviare a questo problema.
I tedeschi realizzarono un complesso di centinaia di profonde gallerie collegate tra loro scavate nel terreno, invulnerabili ai colpi d'artiglieria da cui, al momento dell'attacco, sarebbero sbucati fuori migliaia di soldati senza che il nemico, fino all'ultimo, ne cogliesse la presenza.
A Verdun inoltre, per la prima volta, venne impiegata massicciamente dai tedeschi anche la nuova arma aerea: la Luftstreitkräfte radunò 168 aeroplani, 14 palloni frenati e 4 Zeppelin, una notevole forza per il tempo, che avrebbe dovuto difendere i palloni di segnalazione per l'artiglieria dall'attacco degli aerei francesi, nonché impedire a questi di individuare i preparativi. Si sarebbe dovuto creare un vero e proprio "sbarramento aereo" sui cieli sopra Verdun.

### La situazione francese

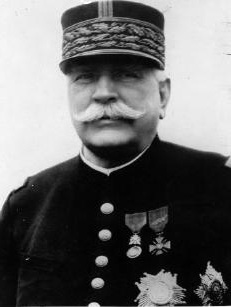
Il generale francese Joseph Joffre

Nel campo francese invece la situazione era molto critica; Verdun era praticamente sguarnita di artiglierie e, nonostante le lamentele dei comandanti di zona, il Gran Quartier General (GQG) di Joseph Joffre rimase per lungo tempo cieco davanti al pericolo. Il generale Paul Chrétien, che il 19 gennaio 1916 aveva assunto il comando del XXX Corpo d'armata, dopo la prima ispezione alla fortezza descrisse così la situazione: un terrain à catastrophe. Il tenente colonnello Émile Driant, ex deputato e comandante di due battaglioni di chasseurs à pied nel bosco di Caures, sembrò invece rendersi conto, insieme con il generale Frédéric Georges Herr, dell'imminente minaccia, infatti scrisse a proposito al suo amico Paul Deschanel presidente della Camera:
In seguito Deschanel passò un riassunto dei suoi appunti al ministro della guerra Galliéni, che a sua volta scrisse a Joffre esprimendo la sua preoccupazione per aver sentito parlare di difetti in vari punti del fronte francese, tra cui Verdun. Joffre rassicurò genericamente Galliéni sullo stato delle difese francesi ma andò su tutte le furie solo pensando che qualche ufficiale avesse scavalcato le gerarchie militari, ignorando il suo stato maggiore e rivolgendosi direttamente ai politici.
Nonostante ciò, Joffre fino all'ultimo sembrò ignorare il pericolo, forse ingannato dal servizio di spionaggio francese che fu di scarso aiuto in quanto efficacemente contrastato dal controspionaggio tedesco. Nonostante l'aiuto degli inglesi (peraltro poco efficace) anche dal settore di Verdun le informazioni uscivano lentamente, venivano utilizzate poche pattuglie e i posti di ascolto erano poco efficienti. Inoltre, il brutto tempo persistente non permise ricognizioni aeree fino al 17 gennaio, ma anche successivamente, pur disponendo di documentazione fotografica, solo il 22 gennaio venne inviato un esperto in grado di decifrare le poche fotografie scattate, il quale riuscì solamente a rilevare la direttrice principale dell'attacco, ma non le postazioni principali delle artiglierie.
Nonostante gli sforzi francesi, al momento dell'attacco furono individuate solo 70 piazzole di artiglieria, per cui i francesi non si resero conto fino all'ultimo della consistenza del raggruppamento nemico, e anche questo fu uno dei motivi che convinsero Joffre e il suo GQG che un attacco tedesco non era imminente.
Lo spionaggio francese, dal canto suo, cominciò a segnalare con sempre maggiore insistenza movimenti nemici; il 12 gennaio venne riferito che l'artiglieria tedesca aveva incominciato a prendere posizione, il 14 arrivarono notizie su nuovi ospedali da campo e il 15 vennero riferiti importanti movimenti di truppe nelle retrovie. Nonostante tutto ciò il GQG era sempre convinto che la Germania fosse decisa ad attaccare massicciamente la Russia, e che al massimo un attacco alla Francia si sarebbe avuto nell'Artois o nello Champagne; solo il 12 febbraio arrivarono due divisioni di rinforzo a Verdun, il giorno stesso in cui i cannoni del Kronprinz avrebbero dovuto cominciare la loro opera distruttrice.

## L'offensiva tedesca di Verdun

### Il rinvio iniziale
(Guglielmo di Prussia)

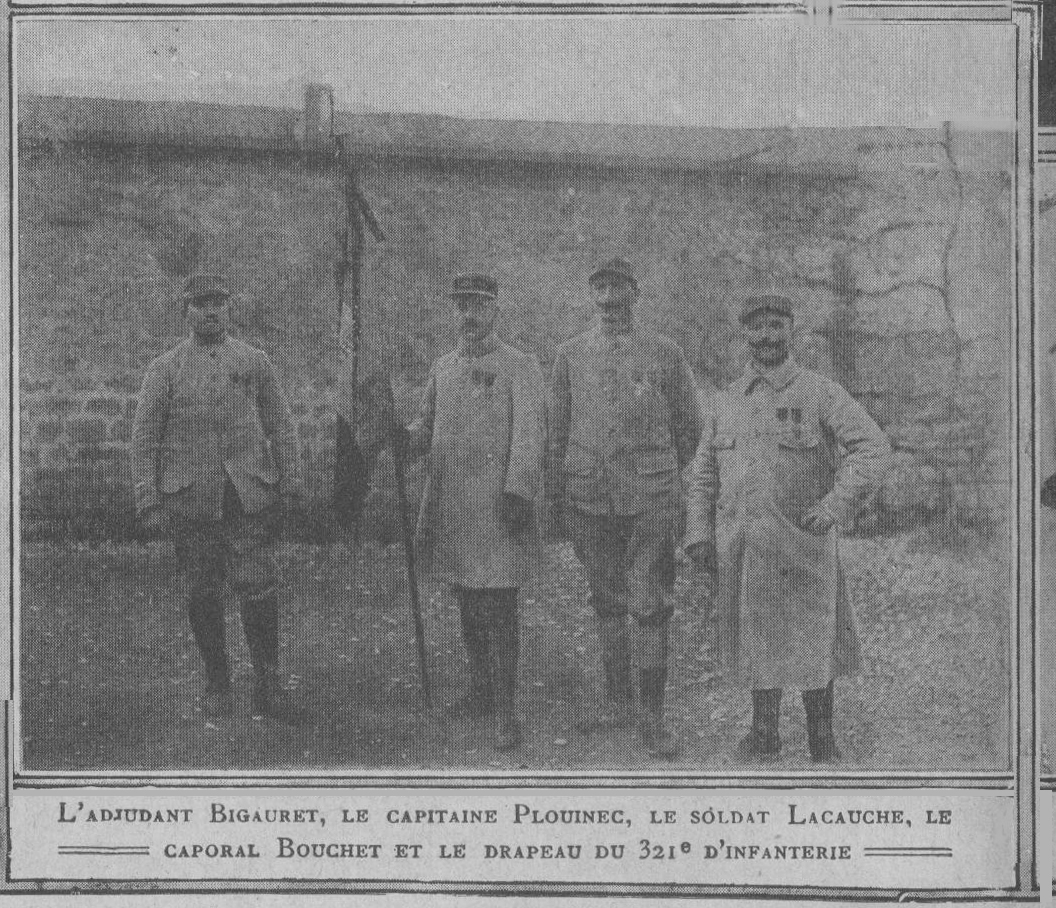
Un drappello del 321º reggimento di fanteria francese di stanza a Douaumont. Per primi questi uomini dovettero combattere contro i tedeschi nel loro attacco alla fortezza

Queste le parole del Kronprinz nelle sue memorie di guerra, che rappresentano in modo semplice e diretto la causa principale del perché l'attacco, previsto per il 12 febbraio, fu rinviato a data da destinarsi. Le condizioni atmosferiche avverse condizionarono pesantemente i preparativi tedeschi; all'alba del giorno prestabilito la neve cadde molto fitta e rese impossibile agli artiglieri avere una visuale ottimale, così il comandante della 5ª armata tedesca decise di rinviare l'attacco di ventiquattr'ore; la battaglia non poteva essere cominciata se i cannoni non potevano svolgere i loro compiti con una visuale ottimale. Ma ventiquattr'ore dopo il tempo non migliorò, e neppure nei giorni a seguire, e mentre i tedeschi da una parte lottavano contro l'acqua gelida che riempiva i loro "Stollen", i francesi attendevano ansiosi l'attacco nemico.
L'attesa durò oltre una settimana, in cui i nervi di entrambe le parti dettero evidenti segni di cedimento, ma il giorno 20 gli uomini di entrambi gli schieramenti si svegliarono e videro per la prima volta una bella giornata di sole. Approfittando di questo, per alzare il morale alle proprie stanche truppe, l'artiglieria francese fece un'ora di fuoco senza alcuna velleità, solamente per farsi sentire. La notte del 20 febbraio però i movimenti tedeschi si intensificarono, la prima linea francese poté sentire gli ultimi treni carichi di munizioni scaricare la loro merce nei pressi del bosco di Spincourt, e al di là della terra di nessuno poterono sentire il canto dei soldati tedeschi.

### Le prime fasi dell'offensiva

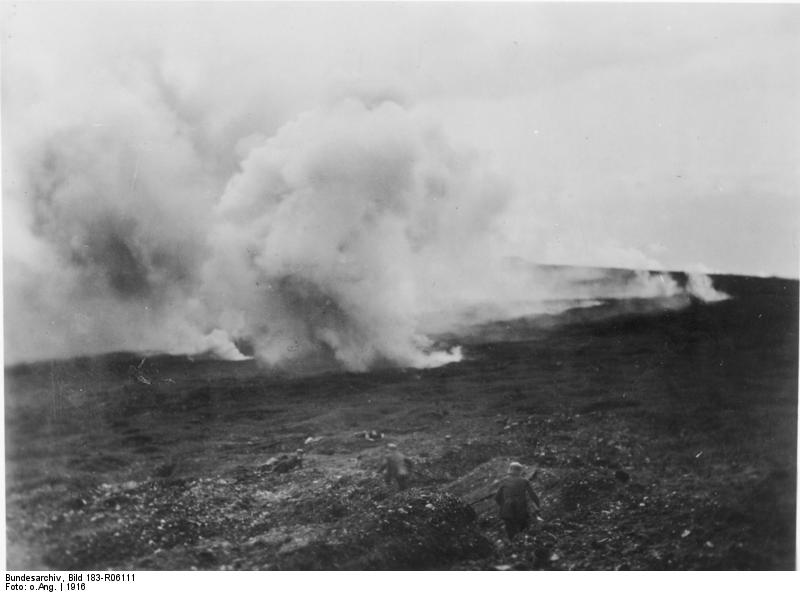
Tiro di sbarramento tedesco sul fronte di Verdun

La mattina del 21 febbraio alle 8:12, in un bosco vicino a Loison, i serventi di uno dei cannoni da marina Krupp per la prima volta dopo tanti giorni ricevettero l'atteso ordine del principe ereditario Guglielmo: un primo proiettile da 380 mm venne sparato verso la città di Verdun, demolendo parte del palazzo vescovile. Altri colpi da 380 incominciarono a colpire inesorabili, centrando la stazione ferroviaria e i ponti fuori città: l'operazione Gericht era cominciata.
Un bombardamento violento e preciso martellò per ore le linee francesi, distruggendo trinceramenti e linee telefoniche, e impedendo l'arrivo di qualsiasi rinforzo. Nel primo pomeriggio il bombardamento tedesco raggiunse la massima intensità, alte colonne di fumo si alzarono dalle linee francesi; appena un'ora dopo partì l'attacco terrestre da parte della fanteria tedesca. Gli uomini della 5ª armata tedesca, comandata dal Kronprinz Guglielmo di Prussia, avanzarono a gruppi sparsi nell'intento di aprire le prime brecce tra le trincee francesi, occupando il numero più alto possibile di posizioni nemiche, in vista del massiccio attacco del giorno successivo. In alcuni casi le pattuglie riuscirono perfino a fare prigionieri mentre i ricognitori aerei riportarono di una distruzione di vaste proporzioni nelle linee nemiche.

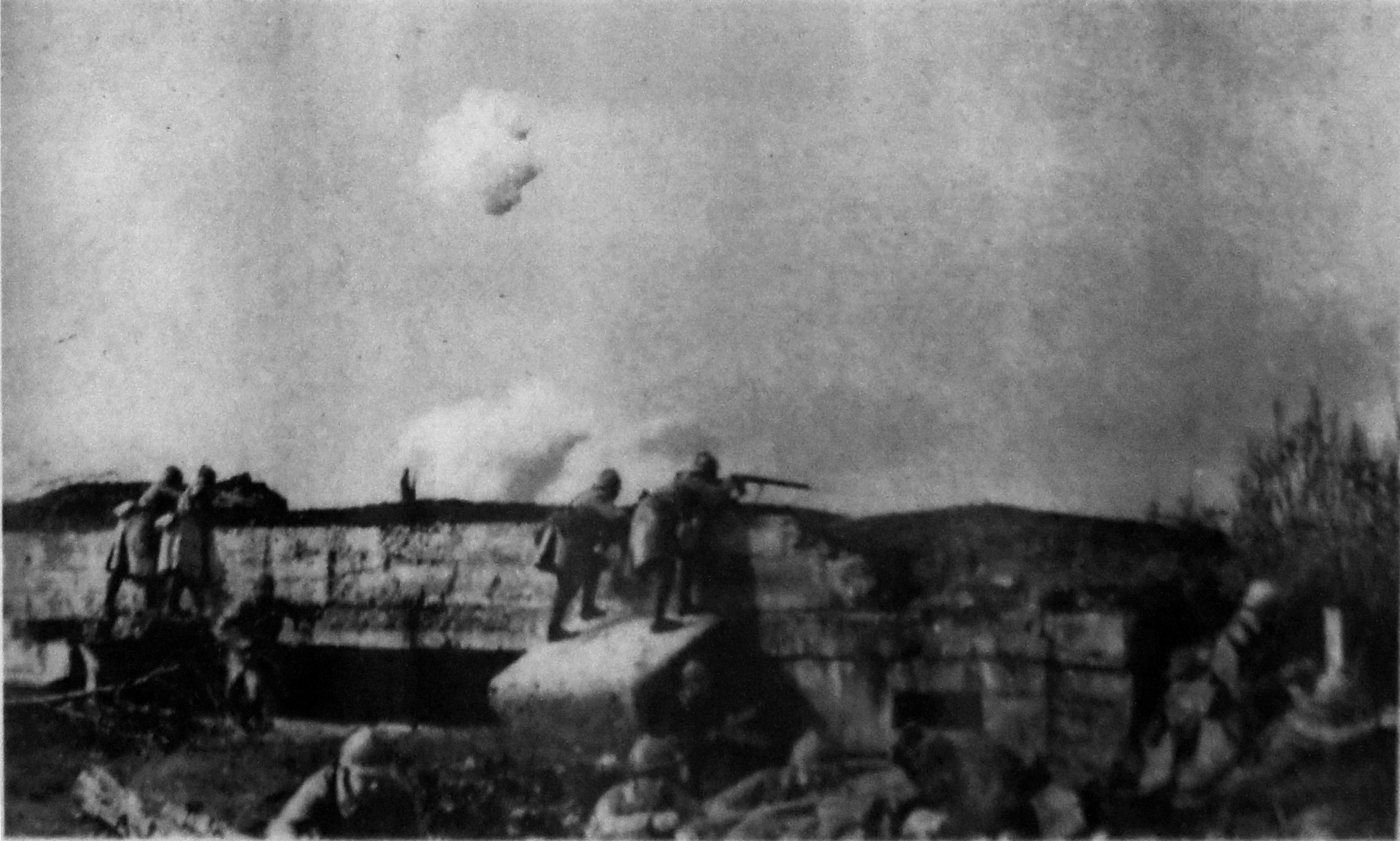
Fanteria francese in linea affronta il nemico presso Bois des Caures

Il primo giorno di battaglia non sortì per i tedeschi l'effetto sperato. I francesi resistettero stoicamente; anche se cedettero in vari punti non erano stati "spazzati via", come invece le prime ricognizioni tedesche erroneamente riportarono. Neanche la comparsa dei lanciafiamme sul campo di battaglia servì per stanare i fanti francesi dalle loro posizioni. Per il 22 febbraio lo Stato maggiore di Knobelsdorf non pose limiti all'avanzata tedesca che si sarebbe svolta con le stesse modalità del giorno precedente, bombardamento al mattino e attacco della fanteria nel pomeriggio.
Intorno alle 16:00 i tedeschi, appoggiati dall'artiglieria, conquistarono Haumont-près-Samogneux, creando il primo cuneo dentro le difese nemiche, ma il vero successo fu la conquista del Bois de Caures (bosco di Caures) dove incontrarono solo due battaglioni decimati di chasseurs a pied francesi comandati da Émile Driant. I tedeschi avevano trovato il tallone d'Achille delle forze francesi e, nonostante gli uomini di Driant avessero resistito con caparbietà per alcune ore, la disparità di forze era troppo grande e vennero sopraffatti. Nella strenua difesa del settore, Driant perse la vita.

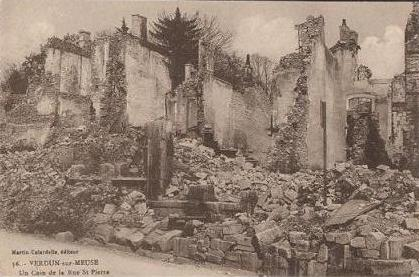
La chiesa di Saint Pierre nella cittadina di Verdun distrutta dall'artiglieria tedesca

I vuoti dell'artiglieria francese risultarono evidenti e la controparte tedesca continuò a martellare sistematicamente; intanto l'allarme nelle retrovie francesi crebbe di ora in ora. I tedeschi, dopo aver conquistato Haumont e il Bois des Caures, ora pressavano con più insistenza cercando di aggirare da nord Verdun, passando per Samogneux.
I tedeschi, come da tattica, impedirono con un violento sbarramento di fuoco l'arrivo di rinforzi a Samogneux, ma a facilitare le cose ci pensarono gli stessi francesi. Una precipitosa notizia, che dava per occupata già alla sera del 22 la cittadina, mise in allarme il generale francese Herr, che ordinò un intenso tiro d'artiglieria verso Samogneux per riconquistarne le posizioni che, sfortunatamente, erano ancora saldamente in mano ai soldati francesi, i quali in questo modo vennero decimati dalla propria artiglieria. I tedeschi approfittarono dell'errore e alle 3:00 del mattino occuparono la cittadina. I tedeschi con questa conquista rafforzarono il cuneo creato nelle difese francesi, la diga era stata infranta; la 37ª divisione africana messa a tamponare la falla fu decisamente poco efficace, e i tedeschi riuscirono ancora ad avanzare in direzione di Fort Douaumont.
La situazione tra le linee francesi era pessima, il freddo imperversava e i ricoveri e le trincee erano stati spazzati via, le truppe erano demoralizzate e decimate, le linee di comunicazione distrutte, le strade interrotte e le ferrovie divelte, mentre il servizio ambulanze impiegava in media 10 ore per percorrere 30 km.

La situazione era quindi favorevole ai tedeschi, che però non si accorsero subito della situazione e non colsero l'opportunità di un possibile e decisivo sfondamento, anche se di lì a poco avrebbero effettuato una delle più fortunate conquiste dell'intera campagna.

### L'attacco a Fort Douaumont

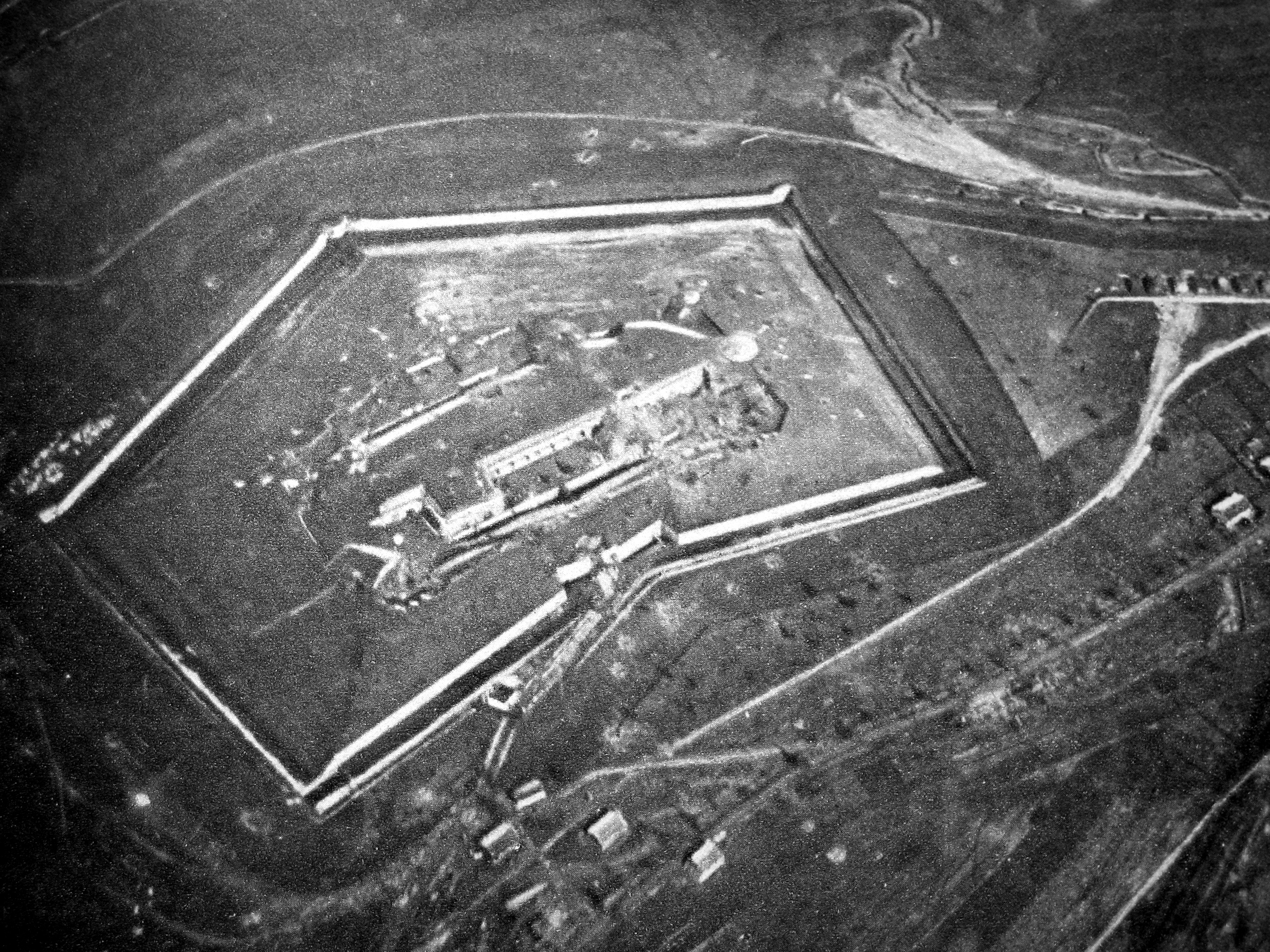
Veduta aerea di Fort Douaumont prima dell'inizio della battaglia

Uno dei simboli di Verdun era rappresentato da Fort Douaumont che, con il vicino Fort de Vaux, era parte integrante di un sistema difensivo costituito da 19 forti e innumerevoli posizioni fortificate di dimensioni più contenute, dislocate sulla sponda orientale della Mosa. I forti erano disposti in cerchi concentrici che marcavano la successione delle linee di difesa il cui centro, nonché ultimo baluardo difensivo, era Verdun stessa. Ideato all'indomani della guerra franco-prussiana, questo sistema difensivo fu progressivamente riammodernato per adeguarlo alle esigenze della guerra moderna.
Il forte era uno dei più potenti del mondo e il più famoso baluardo di Verdun, si ergeva imponente sulla cima più alta degli Hauts de Meuse protetto in ogni sua parte dal tiro dei suoi cannoni; costruito a pianta poligonale, era un vero e proprio baluardo di cemento e filo spinato, circondato da un fossato profondo 7 metri.
Tuttavia agli occhi dei generali francesi la guerra moderna aveva dimostrato come il concetto di fortezza fosse diventato ormai obsoleto; lo avevano reso evidente i tedeschi con la conquista dei forti belgi di Liegi e Namur. Si decise quindi che gli uomini e le armi alloggiati a Douaumont avrebbero avuto un utilizzo più proficuo in servizio attivo e si procedette dunque alla smobilitazione di parte dei pezzi di artiglieria del forte e di praticamente tutta la guarnigione, che allo scoppio della guerra contava 500 uomini, ma che al momento della battaglia ne avrebbe contati solo 56. I vertici militari francesi non avevano però tenuto conto del fatto che Liegi fu conquistata a caro prezzo dai tedeschi e che Douaumont era rimasto praticamente intatto dopo i tentativi di conquista avvenuti nel 1914.
Le difese del forte risultarono quindi notevolmente indebolite dalla nuova politica difensiva francese; le condizioni di debolezza del forte e la consapevolezza di dover fare qualcosa al riguardo si persero nel passaggio del comando dal 30º al 20º corpo. Fu una disattenzione inevitabile per generali, che erano ancora abituati a considerare i forti come completamente autonomi e che quindi lasciarono i pochi uomini all'interno del forte senza rinforzi, rifornimenti, informazioni né ordini.

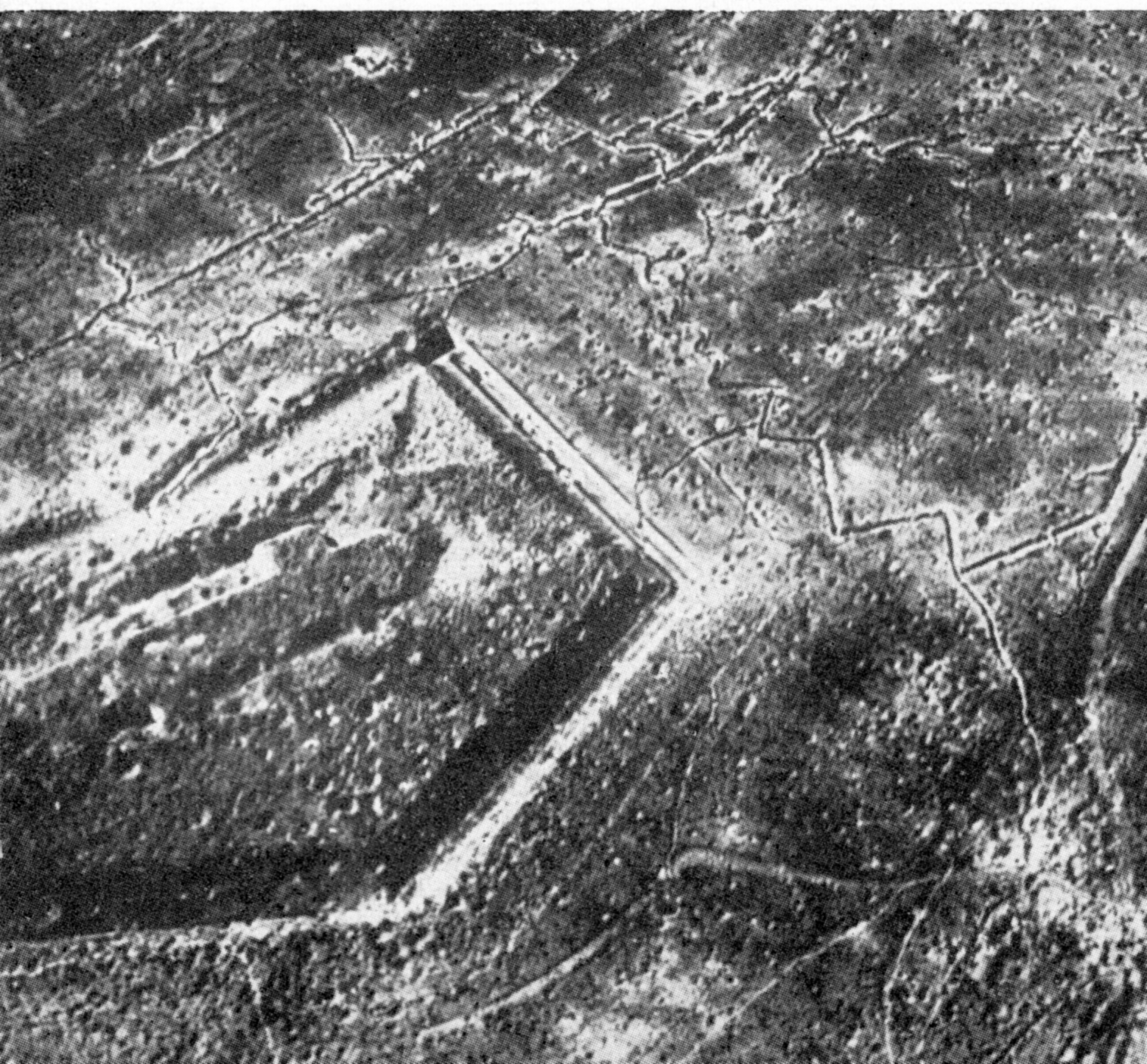
Fort Douaumont al termine del 1916, devastato dai bombardamenti tedeschi

Il 25 febbraio, dopo soli quattro giorni di battaglia, Fort Douaumont venne preso di mira dal 24º reggimento Brandeburgo e dal 12º reggimento granatieri. Il consueto bombardamento di annientamento ebbe inizio alle 9:00 del mattino del 25 febbraio, e quando partì l'attacco della fanteria, in meno di 25 minuti il 2º battaglione del 24º reggimento raggiunse l'obiettivo avanzando di 1200 m, facendo 200 prigionieri e sbaragliando le poche truppe nemiche rimaste in zona. Uno dei simboli francesi cadde nel giro di un pomeriggio. Il forte era presidiato da soli 56 uomini comandati dal sergente maggiore Chenot; per la maggior parte i soldati si erano rifugiati nei sotterranei per sfuggire alla furia dei bombardamenti, mentre solo Chenot e pochi altri erano rimasti nella torretta del cannone da 155 mm a sparare qualche colpo. Quando le avanguardie tedesche raggiunsero il forte, furono sorprese dal totale silenzio delle armi dei difensori e si avventurarono nella struttura più per curiosità che per un ordine diretto. I primi ad arrivare furono gli artieri del sergente Kunze che, superato il fossato, riuscirono a entrare da una finestrella; esplorando i corridoi interni riuscirono a mettersi in contatto con le squadre del tenente Radtke, del capitano Haupt e del tenente von Brandis che nel frattempo avevano seguito Kunze all'interno; così facendo riuscirono a circondare i francesi che, sorpresi, si arresero senza sparare un colpo.
I primi successi a Verdun furono esaltati dalla propaganda tedesca; un corrispondente di guerra sul fronte di Verdun arrivò a dichiarare che i tedeschi erano di fronte a «Il successo maggiore che lo sforzo tedesco avesse raggiunto sul fronte occidentale», e il più considerevole sfondamento dopo la Marna fu propagandato e acclamato in tutta Germania. Persino il Kaiser espresse il suo compiacimento per l'impresa al quartier generale del Kronprinz. Con la conquista del forte i tedeschi poterono ora contare su una posizione favorevole, che permetteva loro di dominare il campo di battaglia nella sua interezza, nonché di un rifugio dove organizzare postazioni per i feriti, ammassare le truppe e immagazzinare provviste armi e munizioni.
Dall'altra parte, il governo francese cercò in ogni modo di far accettare la sconfitta all'opinione pubblica, drammatizzando le perdite tedesche fino quasi all'assurdo, e dichiarando che ai tedeschi era stato concesso di occupare una rovina ormai inutile dopo decine di attacchi falliti. Ma la realtà era ben diversa. I francesi per la loro inadeguatezza non furono in grado di riconquistare il forte, i velleitari e sprezzanti assalti alla "de Grandmaison" non ebbero alcun effetto, i rifornimenti erano assenti e il morale a livelli bassissimi. Ciò aiutò la diffusione di panico e contribuì a episodi di diserzione sempre più frequenti, molto spesso repressi con la forza. Gli abitanti di Verdun si riversarono per le strade per fuggire e cominciarono a imperversare i saccheggi; al fronte le cose andavano di male in peggio.

### Pétain prende il comando
Le notizie della perdita di Fort Douaumont arrivarono velocemente anche al quartier generale francese, e come prima cosa Joffre acconsentì alla scelta del suo secondo, il generale capo di stato maggiore Édouard de Castelnau, di inviare immediatamente a Verdun la 2ª armata fino ad allora lasciata in riserva, comandata da Philippe Pétain. Inoltre il de Castelnau ottenne i pieni poteri per la piazza di Verdun e vi si recò immediatamente per controllare di persona la situazione ormai disperata.

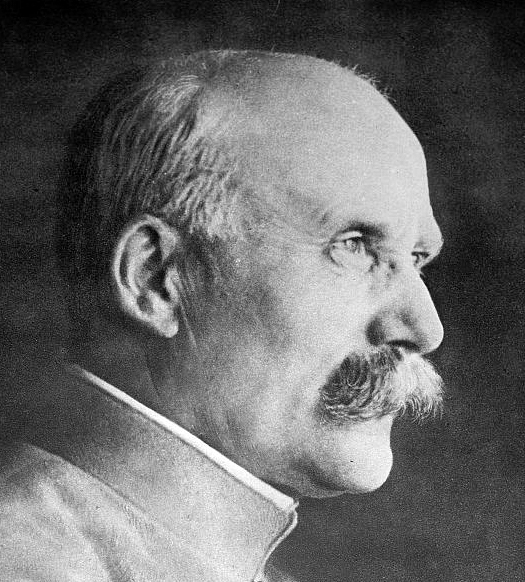
Il generale comandante della piazzaforte di Verdun, Philippe Pétain

De Castelnau ordinò subito a Pétain di difendere fino alla morte le due rive della Mosa, accettando in pieno la sfida di Falkenhayn che in questo modo poté eseguire in pieno il suo piano di "dissanguamento graduale" dell'esercito francese, ormai deciso a resistere a ogni costo per difendere la mistica Verdun.
Pétain fu un generale in un certo senso più "umano" e capace di Joseph Joffre e Douglas Haig; mentre i due sembravano rimanere impassibili di fronte alle smisurate perdite umane, Pétain al contrario aveva molto a cuore la sorte dei suoi soldati e riteneva inutili quelle immediate controffensive tanto esaltate dalla dottrina di De Grandmaison. Philippe Pétain pensava invece che un attacco si sarebbe dovuto svolgere gradualmente, con obiettivi limitati e con la sicurezza di cominciare con una forza d'attacco superiore a quella del nemico, che avrebbe garantito il successo dell'attacco; al contrario, fino ad allora, e anche per il resto della guerra, gli alleati continuarono a concepire la vittoria come un enorme, unico sfondamento congiunto su tutto il fronte, sacrificando in questo modo centinaia di migliaia di soldati.
Pétain, giunto a Verdun, si accorse subito che la situazione non era così disperata. Come prima cosa cancellò l'ordine di riconquista immediata di Douaumont, che in fondo era solo una fortezza di forte valore simbolico più che tattico; altri rinforzi erano inoltre in arrivo, così venne deciso di organizzare successivamente un contrattacco con mezzi migliori e più possibilità di riuscita. Il futuro maresciallo di Francia diede inoltre un grandissimo impulso nell'affrontare il problema delle comunicazioni e dei rifornimenti: in questo frangente nacque il mito della Voie Sacrée, unica arteria che conduceva a Verdun, che sarebbe diventata la vitale via di rifornimento durante tutta la battaglia e uno dei simboli della stessa, dove a giugno, durante la punta massima della battaglia, vennero impiegati 12000 veicoli al giorno con il ritmo di uno ogni 14 secondi.

### Il rilievo del Mort-Homme

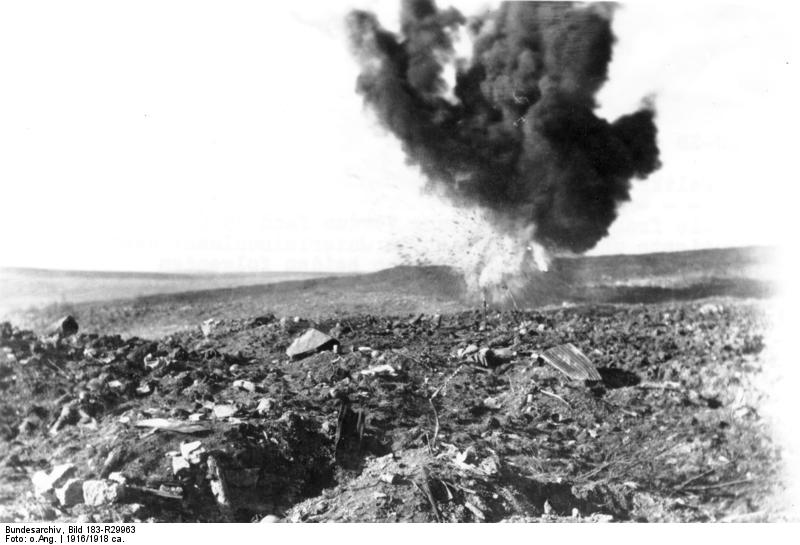
Una granata tedesca esplode nel settore

Malgrado l'iniziale impeto, l'attacco tedesco tra la fine di febbraio e l'inizio di marzo si era lentamente impantanato anche per via del riassetto che Pétain dette alle linee del fronte, dove vennero portati numerosi pezzi d'artiglieria e migliaia di uomini, mentre i tedeschi si trovarono a dover avanzare in un terreno fangoso e sconvolto dai loro bombardamenti, che non consentiva di far avanzare i pesanti cannoni come la loro tattica prevedeva. Ora l'intensità del fuoco tedesco era minore, e i francesi riuscirono a resistere con grande efficacia, causando ingenti perdite agli attaccanti, che non riuscirono più a sfruttare il vantaggio di potenza di fuoco che avevano all'inizio. Falkenhayn fin dall'inizio dell'offensiva negò gli immediati rinforzi al Kronprinz, nonostante in quel momento le forze francesi fossero vicine al collasso decisivo. L'indecisione cronica del capo di Stato Maggiore precluse al comandante della 5ª armata altre forze utili allo sfondamento; l'erede al trono tergiversò aspettando i rinforzi, perdendo così la più grande occasione di sfondare le linee francesi, in quel momento nel caos più totale. Sfruttando l'indecisione nemica, le linee francesi si rinforzarono rendendo la battaglia in tutto e per tutto simile alle sanguinose offensive di logoramento che caratterizzarono il fronte occidentale.

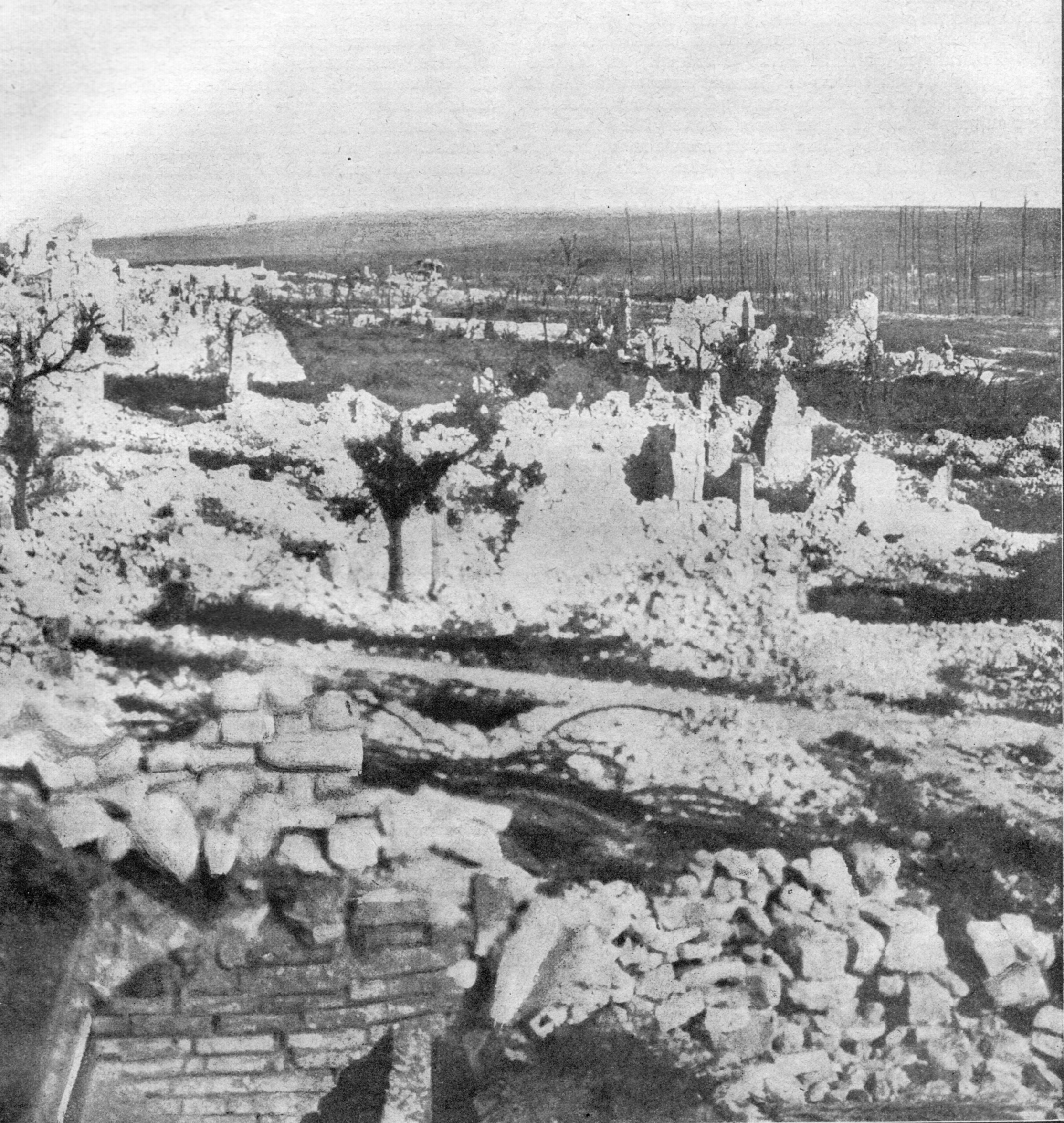
Il villaggio di Haucourt dopo l'azione tedesca del 5 aprile

Ora, in occasione del rinnovato attacco deciso da Falkenhayn, i tedeschi portarono a Verdun ingenti forze, ben lontane dalle "limitate risorse" con cui Falkenhayn intendeva condurre inizialmente l'azione, e ben superiori a quelle che a febbraio sarebbero servite per uno sfondamento decisivo. Venne deciso di condurre una vasta azione anche sulla riva sinistra della Mosa per alleggerire la riva destra, ormai teatro di violenti scontri. E proprio sulla riva sinistra vi era un'altura allungata e scoperta, perpendicolare al fiume, che aveva una notevole visuale in ogni direzione, il Mort-Homme. La sua conquista avrebbe eliminato le batterie francesi riparate dietro di questo, e consentito di dominare anche la successiva altura verso Verdun, il Bois Bourrus.
Nonostante i febbrili preparativi francesi per affrontare l'attacco, questo ebbe inizialmente facili successi; la 77ª brigata tedesca superò la Mosa, fino a conquistare i villaggi di Regnéville-sur-Meuse, Forges-sur-Meuse e l'altura "Quota 265" sulla Cote de l'Oie. D'altro canto il primo attacco al Mort-Homme fu fermato praticamente alla partenza da un intenso sbarramento di artiglieria francese, e una prima conquista da parte tedesca del Bois de Corbeaux (un bosco sul lato di nord-est del Mort-Homme, da cui avrebbero portato i successivi attacchi) venne annullata dal contrattacco francese che si rimpossessò del bosco.

Il 14 marzo un primo attacco venne condotto dai tedeschi verso il Mort-Homme; la battaglia durò per alcuni giorni ma sistematicamente, come per i successivi due mesi, ondate di fanti tedeschi avanzarono in un terreno dilaniato dai loro bombardamenti preliminari, per poi essere massacrati dalla risposta dell'artiglieria francese. Le perdite crebbero vertiginosamente da ambo le parti; alla fine di marzo il totale delle perdite tedesche era di 81 607 uomini contro le 89 000 francesi.

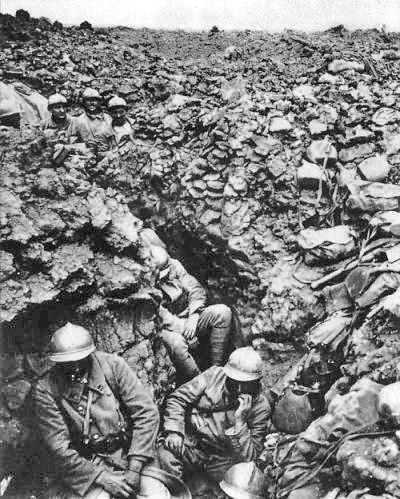
Immagine significativa delle pessime condizioni igienico-sanitarie che i soldati francesi erano costretti a sopportare nel settore di Verdun

Più i combattimenti infuriavano, più i tedeschi si trovarono in svantaggio. I boschi, dove nascondere l'artiglieria e dove utilizzare la tattica dell'infiltrazione, stavano scomparendo a causa dei massicci bombardamenti che subivano e i lanciafiamme non sortivano più l'effetto pauroso degli inizi. Anzi, i serventi dei Flammenwerfer divennero ambiti bersagli, in quanto una pallottola poteva far esplodere i serbatoi di petrolio che alimentavano le armi e in questo modo uccidere oltre che il servente anche tutti i soldati che stavano nelle vicinanze.
Per di più su un'altura gemella a destra del Mort-Homme, Quota 304, i francesi sistemarono artiglieria e mitragliatrici, in modo tale da prendere sul fianco le avanzate tedesche e riuscendo a immobilizzare l'avanzata nemica. I tedeschi decisero quindi di smettere i tentativi verso il Mort-Homme finché non si fossero impossessati di Quota 304. Il 20 marzo l'attacco dell'11ª divisione bavarese ebbe un insperato successo conquistando alcune posizioni ai piedi delle due alture con limitate perdite, e catturando 2 825 francesi della 29ª divisione.
I tedeschi continuarono ad avanzare; il 31 marzo cadde Malancourt, il 5 aprile Haucourt e l'8 Béthincourt, mentre il 9 venne decisa una grossa offensiva lungo l'intero fronte di Verdun, su ambedue le rive della Mosa, "facendo cioè quello che avrebbero dovuto fare il 21 febbraio". Fu lo sforzo maggiore dal primo giorno dell'offensiva a febbraio; vennero impiegati 17 treni carichi di munizioni e decine di migliaia di uomini. Ma tutto ciò non fu sufficiente; seppur con piccoli cedimenti il fronte francese resistette, da quel giorno però fu un continuo susseguirsi di sanguinosi attacchi e contrattacchi, che resero la collina un vero e proprio tappeto di cadaveri.
Il 3 maggio i tedeschi prepararono un nuovo e forse decisivo attacco; vennero posizionati oltre 500 pezzi d'artiglieria su un fronte di meno di 2 km che martellarono le linee francesi per oltre due giorni, causando tra le file francesi terribili perdite. Dopo tre giorni di combattimenti i tedeschi occuparono Quota 304. Da lì, alla fine di maggio conquistarono tutto il Mort-Homme e il villaggio di Cumières-le-Mort-Homme; ora il margine di ritirata dei francesi era esiguo e tutte le forze tedesche sul settore occidentale potevano essere lanciate contro gli uomini di Pétain sulla riva destra della Mosa.

### I francesi resistono

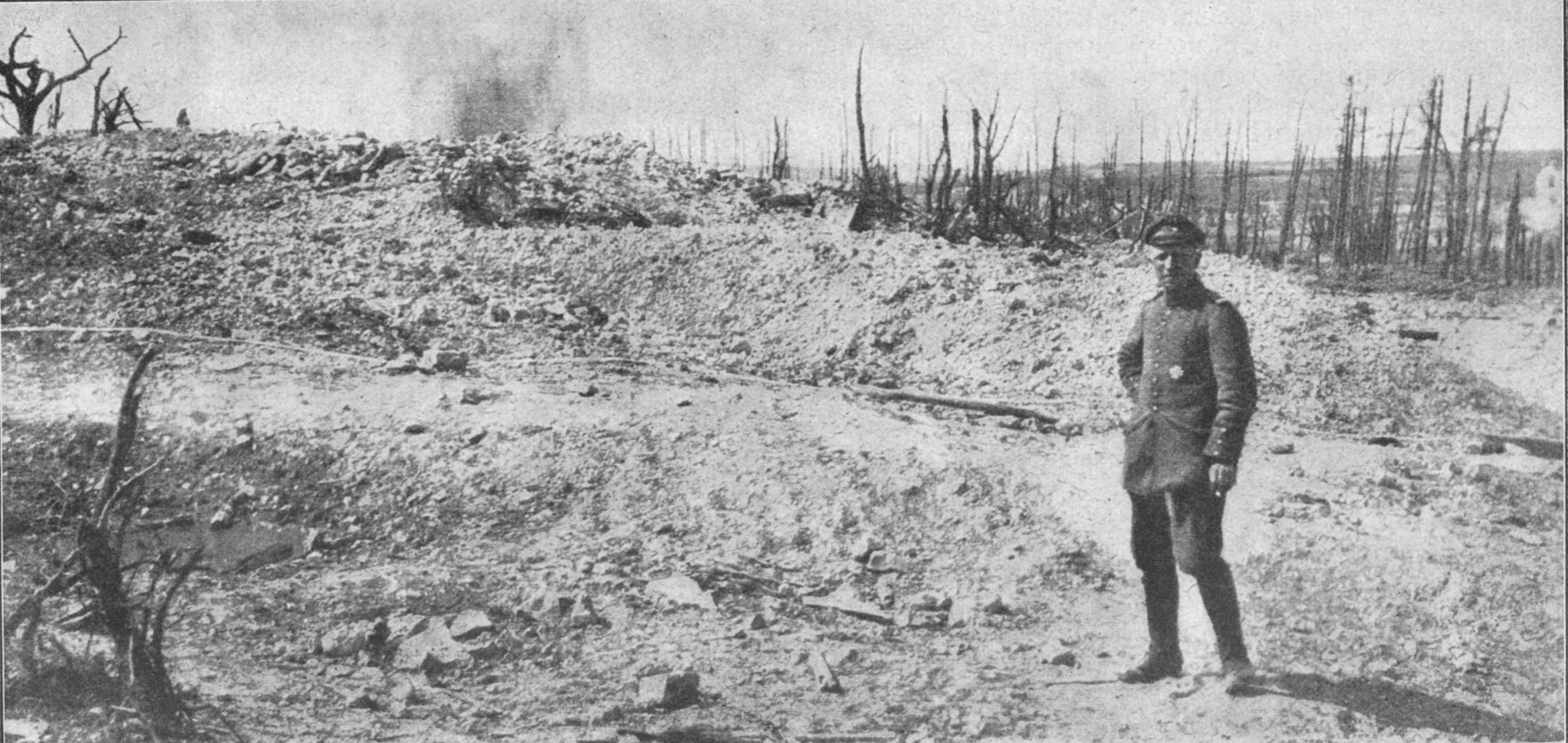
Devastazioni alla base di Quota 304

Nonostante le avanzate tedesche sulla riva sinistra, sulla riva destra della Mosa le cose non andavano altrettanto bene per l'esercito del Kaiser. Nei successivi tre mesi le avanzate da entrambe le parti furono minime al costo di perdite gravissime. Nella riva destra appunto, i combattimenti si svolsero per tutto il periodo in una piccola zona, chiamata il "quadrilatero della morte" a sud di Fort Douaumont, dove i soldati cadevano a migliaia per un tira e molla da entrambe le parti che non superò mai i 1000 m di avanzata. Nonostante i primi segni di tensione tra i comandi tedeschi, l'offensiva non venne fermata sulla base di considerazioni che facevano credere di poter sopportare altre grandi offensive, che al contrario i francesi a corto di uomini, non avrebbero potuto reggere.
Ma le cose erano ben diverse: l'esperimento del "dissanguamento totale" funzionava, ma coinvolgeva anche le truppe tedesche. Al primo maggio infatti le perdite erano rispettivamente di 126000 uomini per i tedeschi contro i 133000 francesi. Tra le file dei primi serpeggiava però il timore di un'offensiva inglese di "alleggerimento", così Falkenhayn decise per una energica offensiva della 5ª armata verso Fort de Souville, che sarebbe dovuta proseguire con attacchi sulla riva destra, nonostante questa decisione incontrasse i pareri negativi del generale Bruno von Mudra che non considerava utile un'altra offensiva. Anche il Kronprinz sosteneva che oramai l'operazione Gericht era fallita, come concordava anche buona parte dello Stato Maggiore della 5ª armata, ma non il capo di Stato Maggiore, generale von Knobelsdorf, che mise al posto di von Mudra al comando del III corpo d'armata il generale Ewald von Lochow, il quale sostenne insieme con Falkenhayn la continuazione dell'azione sulla destra del fronte per tentare un ennesimo sfondamento in direzione Verdun.
Dopo tre mesi e mezzo di violenta battaglia, Verdun aveva ormai assunto un valore simbolico per entrambe le parti. Una cittadina oramai praticamente disabitata e semi distrutta dai bombardamenti era divenuta una questione d'onore più che strategica per la Francia. L'Honneur de la France appunto, obbligava le forze francesi a mantenere a qualunque costo la cittadella e allo stesso tempo impegnava ogni sforzo tedesco nella conquista di quell'angolo di Francia, che ormai rappresentava un vero e proprio crocevia per il destino di entrambe le nazioni coinvolte.
Nonostante tutto proseguirono i preparativi per il nuovo attacco tedesco; i francesi dal canto loro erano però in una situazione critica: fortemente indeboliti sulla riva destra e sopraffatti a sinistra, dove venivano martellati dall'artiglieria piazzata sulla Mort-Homme e su Quota 304.

### L'assalto a fort Vaux e Thiaumont
I preparativi per un nuovo assalto, che portava il nome convenzionale di "coppa di maggio", proseguirono con grande rapidità; il peso dell'attacco fu simile a quello del 21 febbraio, ma su un fronte di 5 km, che comprendeva l'attacco alle future basi di partenza per l'assalto finale a Verdun, ossia la piazzaforte di Thiaumont, l'altura di Fleury, il forte di Souville, ma soprattutto il forte di Vaux, ossia il bastione a cui era ancorata l'estremità nord-est della linea francese.
Malgrado gli sforzi di Pétain, i tedeschi conservavano ancora una sensibile superiorità di artiglieria, con 2200 pezzi contro 1777, e la stampa tedesca ancora una volta si pronunciava: «Ci stiamo proponendo seriamente di prendere Verdun...»

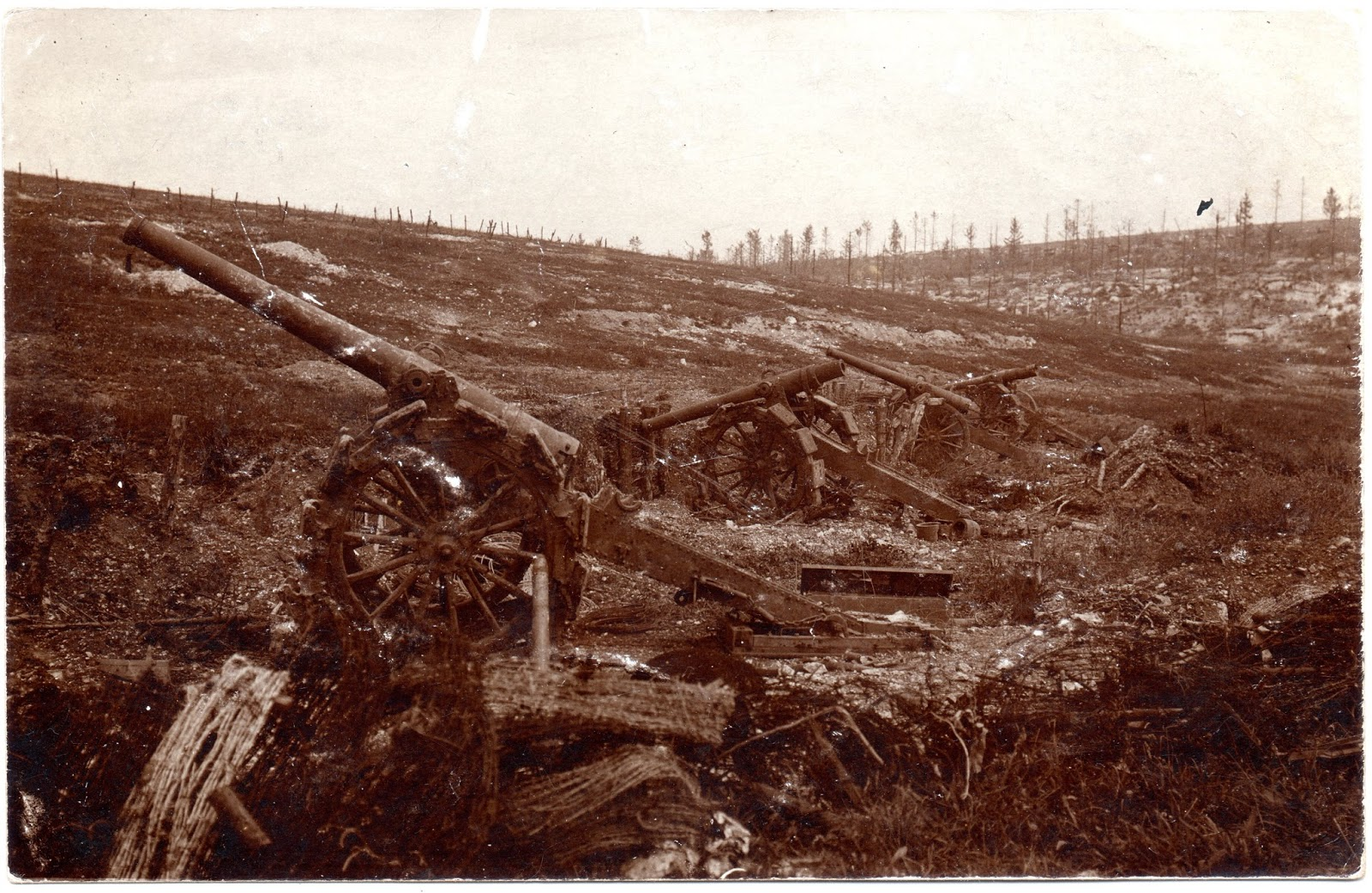
Artiglieria francese fuori combattimento

Il forte di Vaux era già stato precedentemente preso d'assalto dai tedeschi, ma il loro impegno si profuse invece verso la conquista di Fort Moulainville (gemello di Fort Douaumont), che venne assediato dalle "grandi Berta" che vi causarono enormi danni. Per non subire grosse perdite, le guarnigioni francesi avevano imparato a ripararsi nelle trincee al di fuori del forte durante il giorno, per poi ritornare nelle posizioni la notte. Ma anche i tedeschi avevano i loro problemi: l'utilizzo costante dell'artiglieria aveva danneggiato le canne degli enormi pezzi da 420 mm che erano diventati molto imprecisi, e a volte erano esplosi durante gli spari. In vista dell'attacco quindi, i tedeschi poterono impiegare "solo" 4 Berta invece delle 13 impiegate a febbraio, che vennero concentrate sui due forti di Souville e Vaux.
Il 1º giugno partì l'attacco alle trincee difensive del forte di Vaux, che furono sopraffatte interamente il giorno dopo, mentre un terribile fuoco di sbarramento tedesco pioveva sul forte. All'alba del 2 giugno il fuoco di sbarramento cessò di colpo,e la 50ª divisione, comandata dal maggiore generale Erich Paul Weber, incominciò immediatamente l'attacco verso il forte. Appena i soldati tedeschi arrivarono nel fossato del forte, una pioggia di proiettili si riversò su di loro; nonostante questo, alle 5:00 del mattino uno dei più importanti capisaldi del forte cadde in mano tedesca, e dopo ore di duri combattimenti nel pomeriggio ormai le strutture esterne del forte erano in mano tedesca. I combattimenti si spostarono quindi all'interno, tra le buie gallerie del forte, dove i francesi si erano barricati e dove entrambi gli schieramenti combattevano tra angusti corridoi, in una battaglia illuminata solamente dalle granate che, a causa degli spazi ristretti, causavano ferite orribili.
Il 4 giugno, Robert Nivelle ordinò un immediato contrattacco contro gli occupanti di fort Vaux, ma senza esito; intanto i genieri tedeschi portarono all'interno del forte sei lanciafiamme, ma la strenua resistenza francese non cessò nonostante l'utilizzo di queste terribili armi e nonostante la mancanza d'acqua nei serbatoi del forte. In aiuto dei francesi intervenne però la batteria da 155 mm del forte di Souville, che colpì duramente i tedeschi i quali, dopo il quarto giorno di assedio, cominciarono a perdere le speranze, anche per le pesanti perdite subite dall'inizio dell'attacco. Ma il 7 giugno i francesi, oramai senz'acqua e praticamente lasciati isolati dal resto dell'esercito, non riuscirono più a resistere e consegnarono la chiave di bronzo del forte al tenente Werner Müller, capo dei mitraglieri tedeschi.

### Falkenhayn viene sostituito

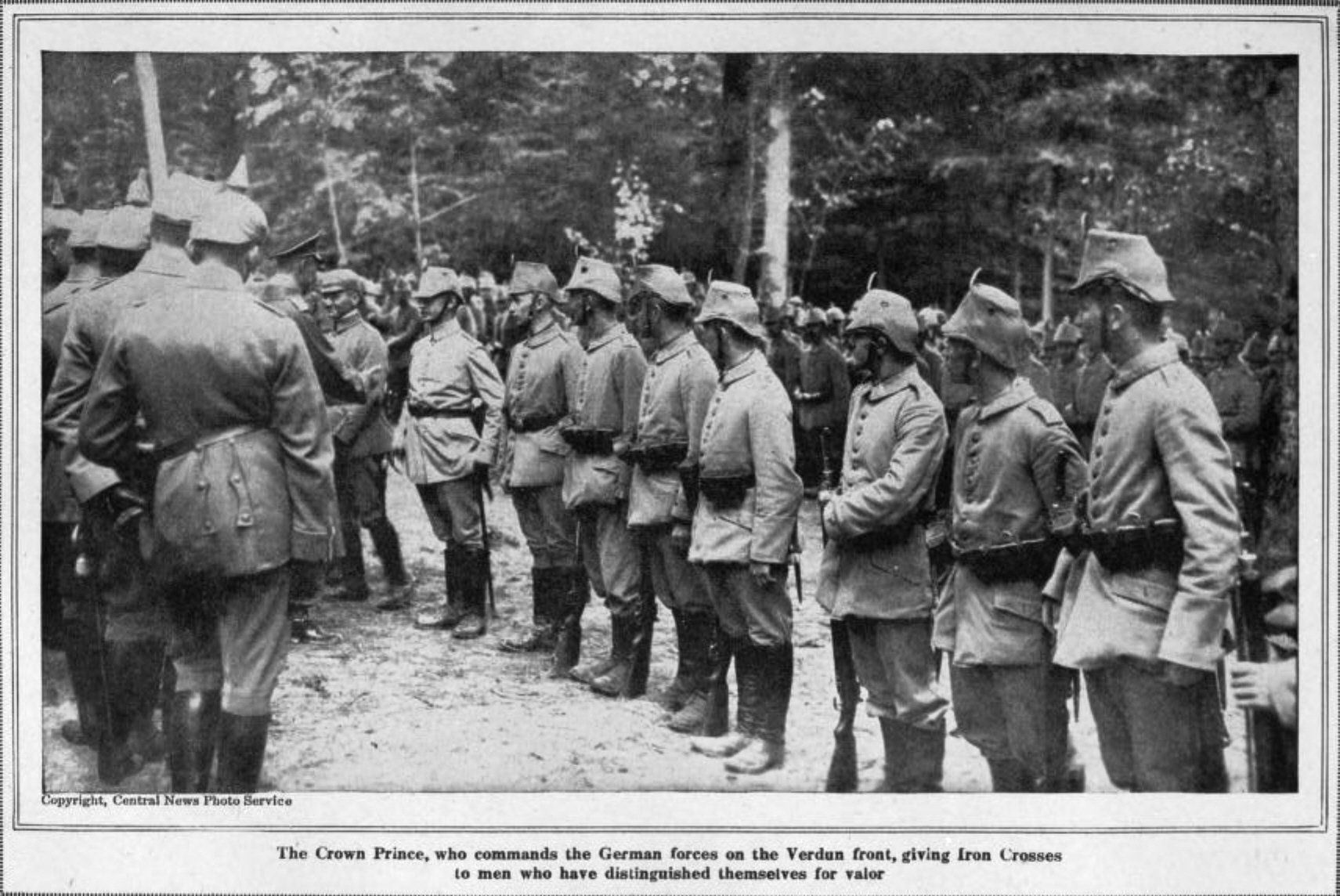
Soldati tedeschi ricevono dal Kronprinz la croce di Ferro

Per i tedeschi non rimaneva altro che conquistare l'ultimo caposaldo, il forte di Souville, per spalancare la strada verso Verdun e quindi penetrare con decisione in direzione di Parigi. Il capo di stato maggiore Konstantin von Knobelsdorf riuscì a raccogliere oltre 30000 uomini per l'attacco conclusivo che avrebbe permesso di entrare nella cittadina entro la fine di giugno. A questo attacco partecipò anche il Corpo d'armata alpino del generale Konrad Krafft von Dellmensingen, di cui facevano parte il tenente Franz von Epp e l'oberleutnant Friedrich Paulus.
L'attacco iniziale fu micidiale, i tedeschi per l'occasione utilizzarono un nuovo gas che le maschere francesi non riuscivano a filtrare, il fosgene, che intossicò all'istante quasi 1600 soldati e permise ai tedeschi di avanzare per quasi 2 chilometri prima di essere fermati dalla reazione francese. L'effetto dei gas durò meno del previsto, e le batterie francesi riuscirono presto a tornare in funzione, inoltre le batterie ai lati del fronte non furono intaccate dal lancio di gas per cui non subirono alcun danno, permettendo alle truppe francesi di fermare l'avanzata tedesca.
L'ultimo tentativo tedesco di conquistare Verdun fallì con perdite elevate e da lì a pochi giorni Falkenhayn dovette fronteggiare l'imponente offensiva anglo-francese sulla Somme.
Il 10 luglio i tedeschi tentarono un nuovo attacco con tre divisioni su un fronte di pochi chilometri, con l'utilizzo del fosgene, ma la pioggia si mise a cadere lo stesso giorno, rendendo il terreno un vero e proprio pantano aiutando i francesi a fermare anche quest'ultimo attacco nemico, e addirittura a ricacciare i tedeschi sulla linea di partenza.
La "limitata offensiva" di Falkenhayn era già costata quasi 250000 uomini all'esercito tedesco, ossia il doppio degli effettivi delle nove divisioni concesse al Kronprinz nell'offensiva iniziale di febbraio. Nonostante poi il 14 luglio fosse dato l'ordine di fermare qualunque offensiva tedesca a Verdun, la carneficina non si fermò in quanto i francesi non erano sicuri che quella sarebbe stata l'ultima offensiva tedesca, e i tedeschi erano ormai inchiodati nella difesa di posizioni avanzate, che se abbandonate avrebbero avuto un peso psicologico enorme tra le truppe del Kaiser.
Il Kronprinz a questo punto si recò dal padre Guglielmo II per convincerlo a sostituire il suo capo di Stato maggiore von Knobelsdorf, che ancora considerava la possibilità di un ennesimo assalto teso a sfondare il settore, e il comandante in capo Falkenhayn. Il primo fu mandato sul fronte orientale, mentre Falkenhayn fu sostituito da comandante dell'esercito il 28 agosto dal duo Paul von Hindenburg ed Erich Ludendorff, che ordinarono immediatamente la cessazione di ogni attacco, in attesa delle inevitabili controffensive francesi.

### Le controffensive francesi

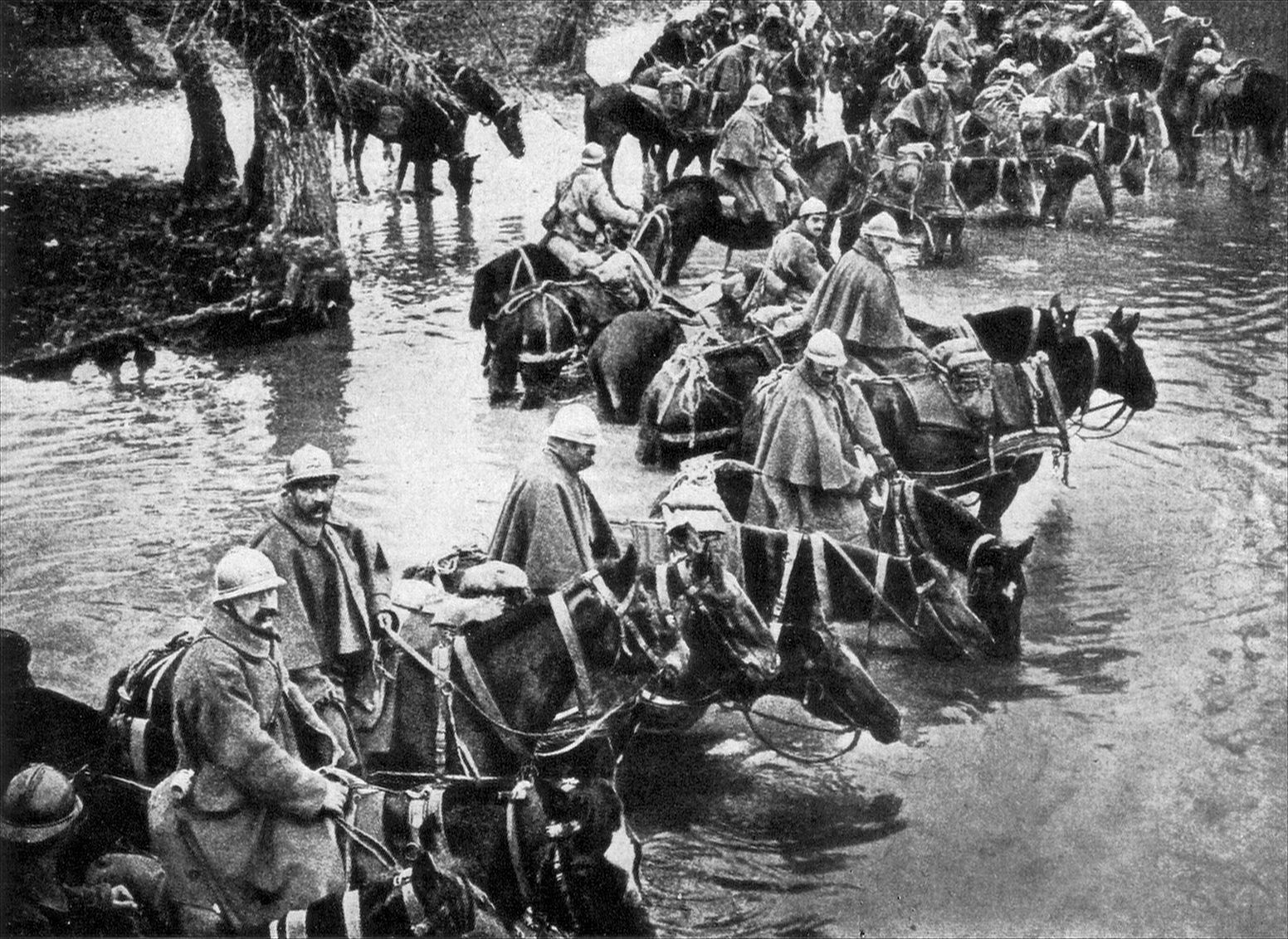
Soldati francesi a cavallo diretti come rinforzo sul fronte di Verdun

Tra aprile e settembre le truppe francesi avevano tentato diverse volte di respingere i tedeschi, ma praticamente ogni tentativo era stato vanificato dalla disorganizzazione degli attacchi che vennero effettuati da un numero insufficiente di uomini e senza un appoggio adeguato dell'artiglieria.
Il generale Charles Mangin, che aveva fama di non farsi scrupolo delle perdite subite dalle sue divisioni, ordinò diversi attacchi a Fort Douaumont che si risolsero in un bagno di sangue per i francesi. L'artiglieria, specialmente i mortai da 370 mm che tanto piacevano a Mangin, si era difatti rivelata del tutto inadeguata a penetrare le mura di calcestruzzo del forte così come la coordinazione tra i vari reparti che parteciparono agli attacchi; nonostante ciò durante questi attacchi alcuni gruppi di soldati riuscirono a raggiungere il tetto del forte, ma furono di fatto tutti uccisi o fatti prigionieri.
A ottobre l'andamento della battaglia sarebbe però drasticamente cambiato. I francesi cominciarono a preparare una serie di offensive su larga scala che poterono contare sullo sforzo dei tre grandi protagonisti della battaglia, il trio composto da Robert Nivelle, Philippe Pétain e dal già citato Charles Mangin, che per la prima volta da febbraio avrebbero organizzato un'offensiva degna di tale nome, aspettando prima di tutto di avere la superiorità nell'artiglieria e negli uomini. L'attacco principale avrebbe avuto come primo obiettivo la riconquista di Fort Douaumont, con in tutto otto divisioni, e oltre 650 cannoni pesanti, con a disposizione circa 15 000 tonnellate di proiettili. Il 19 ottobre partì quindi un poderoso bombardamento preliminare francese che per tre giorni sconvolse le linee tedesche, avvalendosi fino a mezzogiorno del 23 di giganteschi pezzi da 400 mm della Schneider-Creusot che martellarono Douaumont fino ad allora "lasciato in pace", devastandone le casematte e le strutture, portando i tedeschi a evacuare il forte, riuscendo là dove i mortai da 370 mm avevano fallito.
Intanto con un ingegnoso trucco, messo in atto da Nivelle, le batterie tedesche subirono moltissimi danni; al mattino del 24 ottobre, si stima che le artiglierie francesi avessero sparato quasi 250 000 colpi.

Il mattino del 24 ottobre, sotto una pesante nebbia, incominciò l'attacco francese accompagnato dallo squillo acuto delle trombe reggimentali; proprio per questa nebbia le poche batterie tedesche rimaste non poterono aprire il fuoco. Fleury e l'Ouvrage de Thiaumont caddero in pochi minuti, e i francesi avanzarono con una tale rapidità da cogliere le truppe nemiche del tutto impreparate.
Douaumont fu riconquistato in giornata, e i soldati francesi furono impressionati dalle devastazioni che lo stesso forte aveva subito dai loro cannoni da 400 mm; verso mezzogiorno incominciò la lunga fila di prigionieri diretti al forte di Souville. Il 2 novembre cadde anche il forte di Vaux, sotto l'attacco della 2ª armata francese, mentre il 23 ottobre l'ultima guarnigione tedesca di Douaumont si era ritirata dal forte.

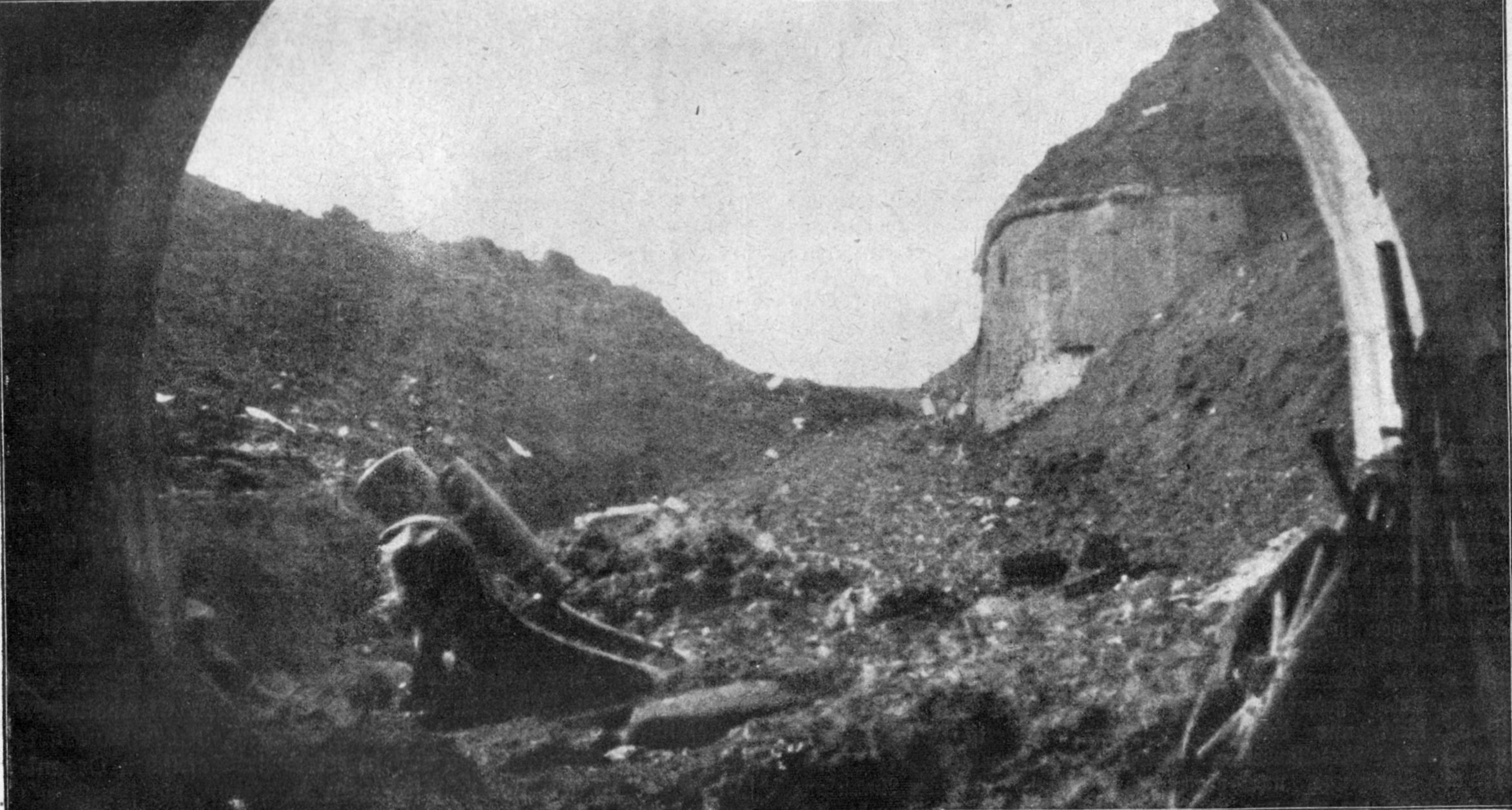
L'entrata di Douaumont, è possibile vedere un mortaio tedesco appena fuori l'entrata

L'esercito francese avanzò di circa 3 km oltre un Douaumont devastato, riconquistando anche parecchie delle posizioni perdute in febbraio; ottenne senza ombra di dubbio «la più brillante vittoria dopo la Marna», impiegando pochi giorni per conquistare le posizioni che il Kronprinz aveva catturato in quasi quattro mesi e mezzo.
Fondamentale fu l'utilizzo del tiro di sbarramento mobile, ossia un vero e proprio muro di granate che avanzava a ritmo anticipato rispetto alla fanteria, in modo tale da bloccare il nemico e allo stesso tempo favorire l'avanzata dei soldati francesi, protetti dal tiro dell'artiglieria. Questo stratagemma, voluto da Nivelle, si dimostrò un successo e causò per la prima volta, durante la battaglia di Verdun, più perdite tra i tedeschi (che contarono oltre undicimila prigionieri e 115 cannoni persi) che tra i francesi. La Francia celebrò il suo eroe, il generale Nivelle, mentre colui che aveva preparato la resistenza francese durante i momenti più difficili, Pétain, fu eclissato, e stessa sorte toccò all'ormai dimenticato Joffre.

## Analisi e conseguenze
L'esperimento di "dissanguamento totale" messo in atto da Falkenhayn, che per essere raggiunto costò la possibilità di vittoria alla 5ª armata del Kronprinz in febbraio, fu costellato da diversi errori tattici soprattutto attribuibili alla cronica indecisione del comandante in capo dell'esercito. Il mancato assalto simultaneo a entrambe le rive della Mosa e la mancata concessione di truppe di riserva nel momento cruciale dell'attacco, tra febbraio e marzo, impedirono alle preponderanti forze tedesche di sfondare le linee francesi. Queste resistettero e riuscirono a rinforzarsi, rendendo il fronte di Verdun una logorante tenzone tra due eserciti determinati a svolgere il loro compito. L'indecisione e l'indole verso la "segretezza", caratteristiche di Falkenhayn, misero in difficoltà i vari comandanti tedeschi impegnati nei combattimenti a Verdun, ma anche i comandanti alleati; infatti altro grave errore, spesso sottovalutato, fu quello di non informare l'alleato austriaco, il feldmaresciallo Franz Conrad von Hötzendorf, dell'intenzione di attaccare Verdun.
Una delle cause concomitanti nella sconfitta degli Imperi centrali durante la prima guerra mondiale fu appunto la mancanza di coordinazione e comunicazione tra gli eserciti alleati, decisamente più scarsa del seppur difficile rapporto che, per esempio, avevano dall'altro lato prima Joffre e poi Foch con l'esercito inglese. Gli Imperi centrali non seppero sfruttare al meglio il loro unico grande vantaggio, la rete ferroviaria e stradale che collegava capillarmente i due imperi, che se opportunamente sfruttata avrebbe consentito comunicazioni rapide e celeri movimenti di truppe verso tutti i fronti di battaglia. Le continue richieste di aiuto austriache sul fronte orientale distolsero parecchie truppe tedesche a occidente, e ciò non fece altro che incrinare i rapporti tra i due imperi, i cui comandanti in capo già citati vedevano lo svolgimento della guerra in due modi completamente opposti.
Questa concomitanza di fattori, e la reciproca antipatia tra Falkenhayn e von Hötzendorf, si rifletté fortemente anche durante i combattimenti di Verdun, a causa delle avventate mosse tattiche che l'alleato austriaco compì in Italia all'insaputa dei tedeschi.

### Le concomitanti offensive alleate

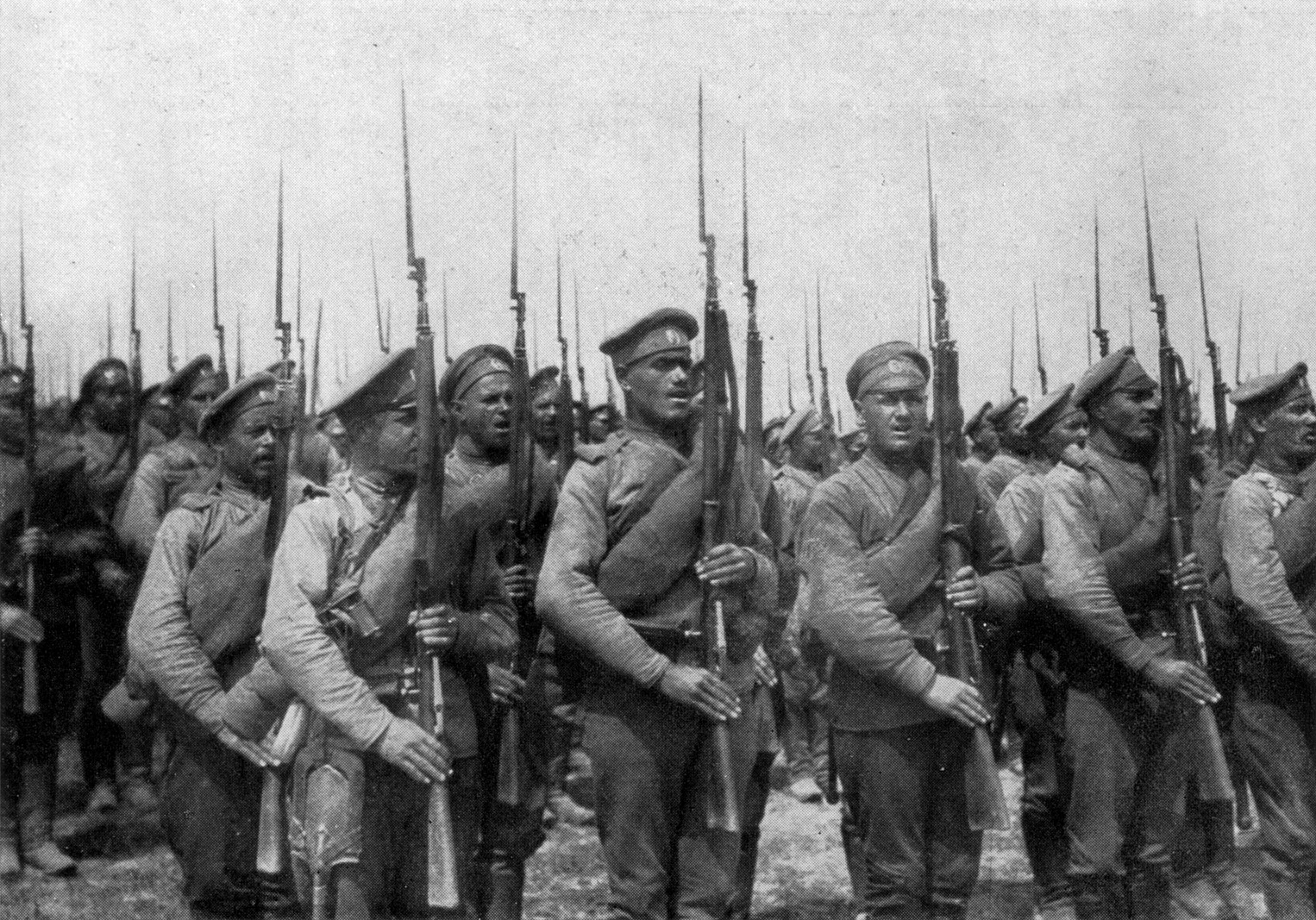
Schieramento di fanteria russa

Quando von Hötzendorf venne a sapere dell'offensiva tedesca a febbraio, con una segretezza degna dello stesso Falkenhayn, cominciò a preparare un'offensiva contro gli italiani senza avvisare l'alleato tedesco e impiegando cinque delle migliori sue divisioni prelevate da oriente.
Gli italiani subirono gravi perdite ad Asiago, ma in un mese riuscirono a fermare l'avanzata nemica, mentre proprio a oriente uno dei peggiori disastri dell'intera guerra stava per colpire gli austriaci.
In risposta alla disperata richiesta di Poincaré di un'offensiva di alleggerimento, lo zar Nicola II ordinò al generale Brusilov di attaccare le linee austriache in Galizia, proprio nella zona da cui von Hötzendorf ritirò le divisioni destinate all'attacco in Italia. Il 4 giugno il generale Brusilov attaccò con 40 divisioni e il fronte austro-ungarico crollò di schianto, gettato nel caos dalle numerosissime cariche dei cosacchi. Ben 400 000 uomini furono presi prigionieri dai russi.
L'8 giugno, il giorno in cui venne sferrata a Verdun la nuova offensiva tedesca, von Hötzendorf si recò a Berlino da Falkenhayn, per chiedere l'aiuto tedesco. Falkenhayn, intuendo il fallimento del suo piano strategico, fu costretto a togliere frettolosamente tre divisioni dal fronte francese da inviare in Galizia a supporto dell'alleato austriaco in difficoltà per via dell'offensiva russa. Per questo motivo al principe ereditario fu ordinato di fermare temporaneamente l'offensiva a Verdun, anche in vista dell'approssimarsi dell'offensiva inglese a occidente.

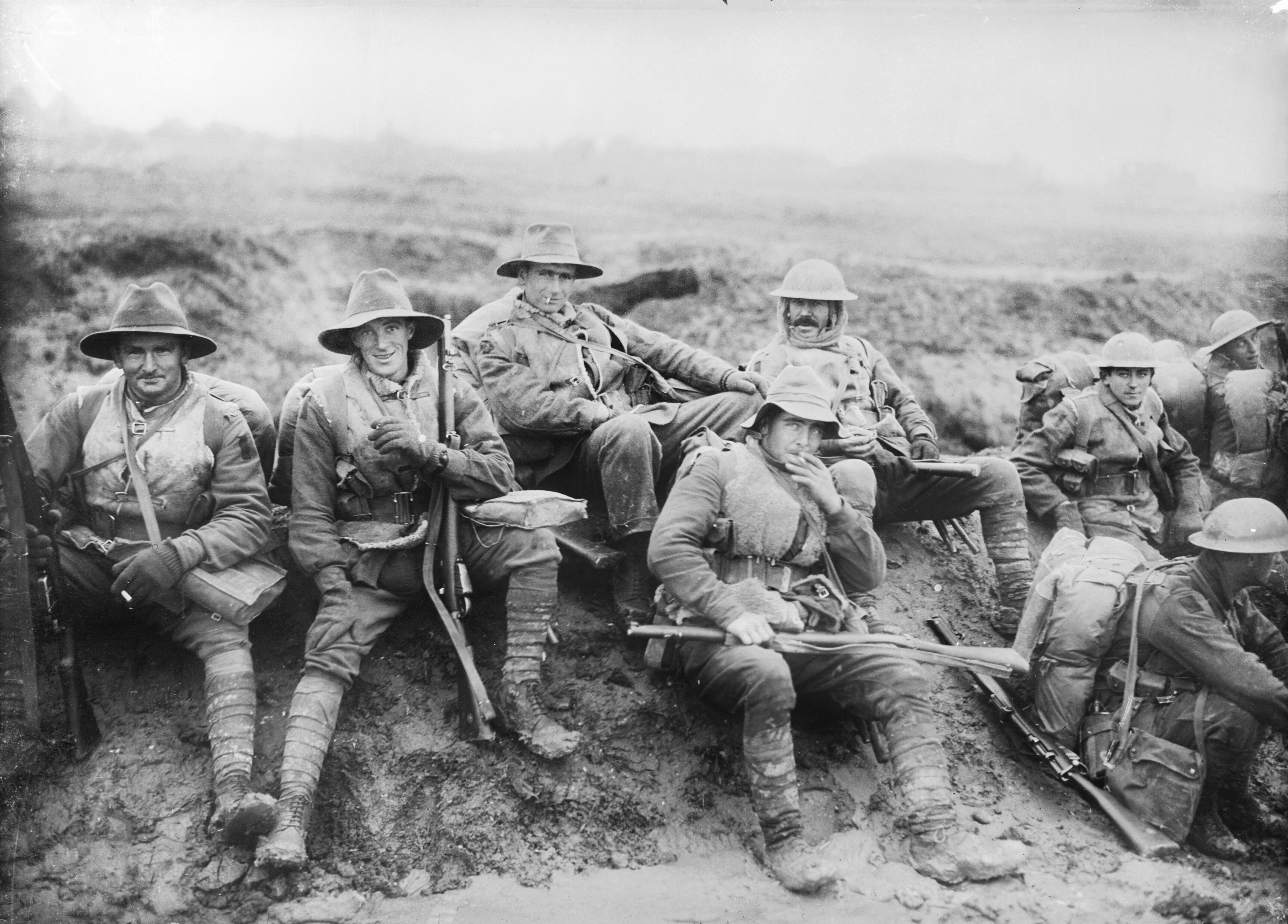
Fanti britannici della 5ª Divisione di fanteria sul fronte della Somme

Ma il pericolo a oriente cominciò presto ad apparire meno minaccioso, e le batterie britanniche non avevano ancora cominciato il loro fuoco, così Falkenhayn e Knobelsdorf fissarono per il giorno 23 giugno la ripresa dello sforzo verso il forte di Souville. Sfortunatamente per i tedeschi, la tempestiva offensiva russa permise ai francesi di prendere tempo per ricomporsi, permettendo a Nivelle e Pétain di rinforzare le difese sul fronte di Verdun e difendersi così dal nuovo attacco, che non ebbe successo.
Douglas Haig il 26 maggio si recò da Joffre per fargli pressione affinché accelerasse i preparativi di attacco che l'esercito alleato avrebbe dovuto intraprendere nella seconda metà dell'agosto 1916, quando una imponente offensiva, forte di 65 divisioni, si sarebbe dovuta sferrare sulla Somme.
Il comandante supremo francese era ormai preoccupato sulla capacità di resistenza del suo esercito sotto l'incessante martellamento dell'artiglieria tedesca che non dava pace ai francesi di stanza a Verdun. Le sue perplessità preoccuparono seriamente anche l'alleato inglese, che decise così di anticipare l'offensiva. Il 24 giugno il massiccio bombardamento di preparazione inglese incominciò il suo lavoro di demolizione delle trincee tedesche, terminando addirittura sette giorni dopo nel momento in cui migliaia di soldati inglesi uscirono dalle trincee a passo di marcia, sotto 30 kg di zaino, per essere sistematicamente falciati dalle mitragliatrici tedesche sorprendentemente rimaste intatte.
Nonostante l'insuccesso alleato sulla Somme, questo poderoso attacco distolse un notevole numero di truppe sia tedesche sia francesi dal fronte di Verdun, contribuendo così ad alleggerire notevolmente la pressione sul fronte aperto da Falkenhayn, e permettendo ai francesi di attestarsi saldamente riorganizzando uomini e rifornimenti a Verdun, consentendogli di fermare l'attacco tedesco del 23 giugno verso Souville, partito proprio alla fine del precedente attacco di alleggerimento russo in Galizia.
Queste concause avverse all'esercito tedesco, frutto di incapacità dell'alto comando e mancata coordinazione con l'alleato austro-ungarico, permisero agli alleati una serie di offensive di alleggerimento del fronte di Verdun, che in questo modo resse all'incessante pressione tedesca, precludendo in questo modo l'ultima possibilità di vittoria in occidente all'Impero tedesco.

### Cambiamenti ai vertici dei due eserciti

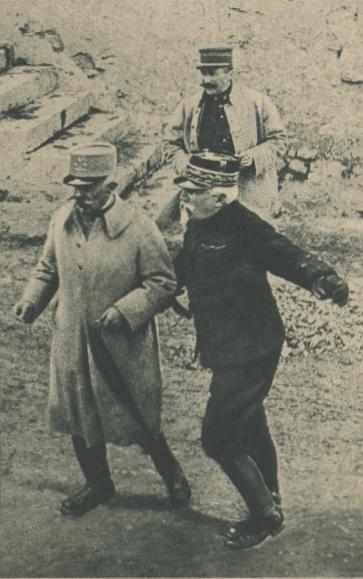
Il generale Nivelle a sinistra con il suo aiutante Balfourier, durante una visita al fronte di Verdun

La battaglia di Verdun, verso la fine di dicembre 1916, era tecnicamente terminata. Anche se questo campo di battaglia porterà ancora sporadiche perdite fino alla fine della guerra, l'effetto più immediato fu la caduta del potentissimo Joseph Joffre, che già da giugno non godé più della fiducia del parlamento a causa dell'ecatombe che Verdun era costata alla Francia.
Con il pesante insuccesso della Somme, il 27 dicembre Joffre fu liquidato con la nomina a maresciallo di Francia, titolo che portò l'oscuramento quasi totale del generale. Al suo posto al Quartier generale fu nominato Robert Georges Nivelle, grande adulatore dei politici, molto più estroverso di Pétain, ideatore delle vittoriose controffensive francesi di ottobre e possibile aspirante comandante supremo alleato sul fronte occidentale.
Il nuovo capo Nivelle diede subito inizio ai preparativi per una decisiva offensiva a primavera, sullo Chemin des Dames, che però nonostante i preparativi e il grande dispiegamento di energie umane e materiali si trasformò in un ennesimo disastro per la Francia. La seconda battaglia dell'Aisne, preparata da Nivelle in pochi giorni, fece registrare circa 120 000 perdite tra le file anglo-francesi, causando un significativo ed ennesimo impoverimento nelle risorse umane nell'esercito francese e facendo cadere nell'oblio il sopravvalutato generale. Il fallimento dell'Aisne fu poi la miccia che fece esplodere il periodo di ammutinamenti che sconvolse l'armata francese nel 1917, dove in pochi giorni le divisioni destinate all'offensiva di Nivelle fecero registrare oltre 20 000 diserzioni, che arrivarono durante l'anno al numero di 54 divisioni "ammutinate". Dal giorno della catastrofica offensiva di Nivelle e dai successivi ammutinamenti, si capì che la guerra non si sarebbe potuta vincere senza l'aiuto americano, con tutte le conseguenze che ne derivarono.

Nuovamente i politici francesi si rivolsero all'unico uomo capace di ristabilire l'ordine, Philippe Pétain. Questi fece diminuire decisamente le contromisure repressive dei comandanti francesi e si dedicò a migliorare drasticamente le condizioni dell'esercito, partendo anche dai bisogni più semplici che fino a quel momento erano stati trascurati dai comandi francesi.
Il segno che la battaglia di Verdun lasciò sull'esercito fu indelebile: il 70% degli effettivi dell'esercito francese passò per il fronte di Verdun; la Francia zoppicò per tutto il 1917, portando a termine solo piccole e limitate offensive (tra cui la riconquista del Mort-Homme) e passando simbolicamente il peso dell'attacco sul fronte occidentale agli inglesi prima e agli americani poi, mettendo il proprio sulla difensiva.
D'altra parte le incapacità dell'esercito francese non furono poche: la sconfitta del 1870 bruciava ancora nei ricordi dei comandi, e ciò si tramutò nella totale indisposizione a perdere neppure un metro di terreno per ragioni tattiche. La Francia invece avrebbe potuto limitare notevolmente le proprie perdite abbandonando quelle fortezze fino ad allora tanto trascurate da Joffre, per attestarsi su posizioni più favorevoli e lasciando ai tedeschi la città di Verdun. Ma il senso dell'onore e la paura delle conseguenze nell'opinione pubblica prevalse. Allo stesso tempo nulla fu fatto per trovare alternative tattiche e strategiche adeguate; la Francia accettò in pieno la sanguinosa sfida lanciata dai tedeschi e l'intervento di Pétain riuscì solo ad alleviare le condizioni dell'esercito.
Parallelamente i comandi tedeschi in più occasioni ebbero tra le mani la possibilità di prendere definitivamente Verdun. A maggio la conquista della città si sarebbe potuta ottenere, si sarebbe potuto avere un collasso di tutto il paese con un attacco deciso e coordinato che avrebbe finalmente terminato le sofferenze di entrambi gli eserciti, senza prolungare l'inferno in cui dovettero combattere. Ma anche i comandi tedeschi, dall'indeciso Falkenhayn, al temerario Knobelsdorf, all'inascoltato Kronprinz, non seppero programmare una tattica comune decisa a uno sfondamento risolutivo. C'è da considerare poi che le perdite tedesche furono così gravi che in nessun modo si sarebbero potute trovare le riserve necessarie per un colpo finale nei mesi seguenti, specialmente considerando l'attacco alleato sulla Somme, che assorbì notevoli forze tedesche per molti mesi. I critici militari tedeschi sono più o meno unanimi nel considerare Falkenhayn come la causa principale dell'insuccesso, a causa della sua incapacità di concentrare l'attacco in un solo punto, preferendo "attacchi limitati" assecondando fino all'ultimo la sua tecnica del "logorio dovuto all'attrito", oltre che per la sua perenne indeterminatezza nelle decisioni fondamentali, dopo aver deciso comunque di buttarsi nell'operazione Verdun. Anche se alcuni storici tedeschi difensori di Falkenhayn sostengono che l'atteggiamento di Joffre andò a favore della Germania, in quanto l'impegno a Verdun tolse ventisei divisioni francesi dal fronte della Somme, semplificando non di poco l'impegno tedesco.
Nessuna delle due parti vinse a Verdun, fu una battaglia non decisiva di una guerra che alla fin dei conti non ebbe un chiaro vincitore sul campo. Alla sua conclusione ciò che i tedeschi avevano conquistato dopo dieci mesi di scontri e un terzo di milione di perdite, non era altro che un'estensione di territorio un po' più larga dei parchi reali di Londra. Verdun lasciò un segno incancellabile anche nell'esercito tedesco, la fiducia nei capi fu scossa alle fondamenta, il morale non si ristabilì mai del tutto, e anche in patria si manifestò un'evidente stanchezza nei confronti della guerra.

### Gli insegnamenti di Verdun

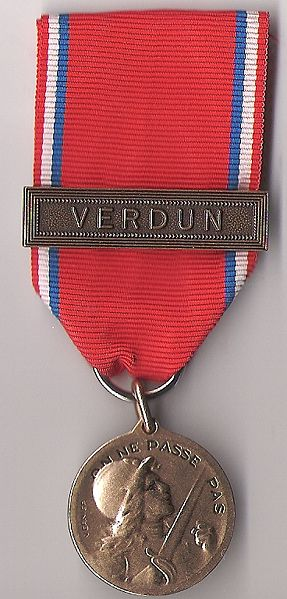
La medaglia commemorativa della Battaglia di Verdun, appartenuta al colonnello Théophile Marie Brébant

Le conseguenze di questa sanguinosa battaglia non si esaurirono con la fine della stessa. Verdun, più di qualsiasi altro evento, contribuì fortemente nelle tattiche militari francesi durante la caduta della Francia nel 1940. Se da una parte Verdun fu teatro per una evoluzione dell'arte della guerra, con l'introduzione dei lanciafiamme e del fosgene, con l'utilizzo delle nuove concezioni di "forza aerea", "tecnica di infiltrazione" e "sbarramento mobile a ondate successive", fu anche l'occasione in cui studiosi militari, soprattutto francesi, analizzarono la resistenza offerta dalle fortificazioni moderne nei confronti dei nuovi enormi calibri. E fu il maresciallo di Francia Pétain (che ora godeva di maggior prestigio nel suo paese), che già dal 1922 richiese la creazione di una linea difensiva che proteggesse permanentemente la Francia non più sullo stile del sistema Séré de Rivières, ma su una nuova concezione di linea continua formata da centinaia di cupole retrattili armate di cannoni e collegate tra di loro con passaggi sotterranei a una tale profondità da essere immuni a qualsiasi tipo di proiettile.
Non fu una coincidenza che l'uomo politico che alla fine appoggiò e dette il suo nome alla linea fu un ex-sergente che fu ferito seriamente a Verdun, il ministro André Maginot, e che il capo di stato maggiore francese, sotto il quale venne realizzata la Linea Maginot, fu un certo Marie-Eugène Debeney, anch'egli combattente sulla Mort-Homme.
Molti dei personaggi politici francesi che dovettero prepararsi alla seconda guerra mondiale furono testimoni e partecipi dell'immane massacro di Verdun; il presidente francese Albert Lebrun, maggiore di artiglieria, il presidente René Coty, soldato di prima classe, il presidente Charles de Gaulle, capitano di fanteria, l'ammiraglio François Darlan e i marescialli Pétain e Jean de Lattre de Tassigny furono tutti chiamati alla difesa di Verdun. Questi furono anche gli uomini politici che dovettero guidare la Francia prima, durante e dopo il secondo conflitto mondiale e che tentarono in ogni modo di non ripetere gli errori e i sacrifici che i giovani francesi erano stati chiamati a compiere a Verdun.
Mentre i francesi si prodigavano a difendere il confine nazionale, anche i tedeschi dovettero fare i conti con le conseguenze di Verdun. Seppur la sanguinosa battaglia non segnò così profondamente i tedeschi come accadde per i francesi, ebbe comunque una grande influenza sui futuri capi della Wehrmacht, molti dei quali avevano preso parte ai logoranti combattimenti di Verdun. Generali come Erich von Manstein, Friedrich Paulus, Heinz Guderian, Walther von Brauchitsch e Wilhelm Keitel, ben memori degli immani massacri per la conquista di fortificazioni fisse, impararono più di ogni altro esercito la lezione che Verdun aveva impartito, e per non ricadere più in un'altra guerra d'attrito, misero in pratica ciò che avevano imparato e che il generale Hans von Seeckt teorizzò.
L'esercito tedesco fu il primo a sviluppare una tattica completamente svincolata dall'eventuale sfondamento di posizioni fisse e fortemente protette, puntando invece sulla velocità di avanzata e lo sfondamento in settori ben precisi, con lo scopo di aggirare e quindi accerchiare il nemico per costringerlo alla resa. Questa tattica fu applicata con successo in Polonia e in Francia poco più di vent'anni dopo, dove la guerra lampo ("Blitzkrieg") mise in ginocchio il vecchio nemico francese in pochi giorni.
Questo derivò anche dal fatto che gli stessi tedeschi analizzarono le fortificazioni di Douaumont e Vaux da un altro punto di vista, non come capisaldi indistruttibili su cui imperniare le proprie difese, ma come "calamite" per le artiglierie da cui far fuggire i propri soldati. Ventiquattro anni dopo misero in pratica le soluzioni trovate per aggirare l'imponente linea difensiva francese. Le divisioni corazzate di Guderian e Manstein nel 1940 aggirarono le linee della Maginot e in poco tempo si trovarono nuovamente di fronte alla Mort-Homme e a Quota 304, questa volta però non furono di nuovo luoghi di enormi massacri, ma rappresentarono due colline dalle quali i panzer di un comandante di battaglione partirono alla conquista dei vecchi baluardi Douaumont e Vaux, che caddero nel giro di un'ora.
In meno di un mese la svastica sventolava su Verdun, e costò ai tedeschi meno di 200 morti. Ancora una volta Pétain fu chiamato in causa, ma in questo caso come "curatore fallimentare" di una sconfitta imminente: poco dopo, il 22 giugno, fu infatti siglato un immediato armistizio con l'invasore tedesco, che come in una "rivincita" aspettata più di vent'anni, entrò in parata sotto l'Arco di Trionfo a Parigi.

### Le perdite e il ricordo
A causa della durata della battaglia, e quindi dei numerosi avvicendamenti di truppe, è difficile stabilire quanti soldati abbiano combattuto a Verdun, ma più preciso è il conto delle perdite in entrambi gli schieramenti; si stima che circa tra il 21 febbraio e il 15 luglio i francesi persero oltre 275 000 soldati e 6 563 ufficiali, circa 70 000 erano morti e 65 400 furono i prigionieri (120 000 perdite si ebbero solo negli ultimi due mesi), mentre per i tedeschi, la "limitata offensiva" costò circa 250 000 uomini.
Successivamente, quando Hindenburg e Ludendorff presero il comando e ordinarono la cessazione di ogni attacco, le perdite tedesche ammontarono a 281333 uomini e quelle francesi a 315 000 circa.
Le cifre francesi indicano invece che le perdite sul campo di battaglia di Verdun per entrambi gli schieramenti furono di circa 420 000 morti e 800 000 avvelenati dai gas o feriti. A sostenere queste cifre furono i circa 150 000 cadaveri, o parti di essi, non identificati e deposti nell'ossario di Douaumont. Ancora oggi vengono scoperti resti di soldati caduti, e se le cifre fossero veramente queste, per un confronto vale la pena di ricordare che le perdite totali dell'Impero britannico durante tutta la seconda guerra mondiale furono 1 246 025, di cui 353 652 morti e 90 844 dispersi.
Approssimativamente si è calcolato che l'artiglieria tedesca abbia sparato all'incirca 22 000 000 di colpi, mentre quella francese circa 15 000 000; inoltre su un totale di 96 divisioni sul fronte occidentale, i francesi ne inviarono ben 70 a Verdun, mentre i tedeschi 46 e mezzo.

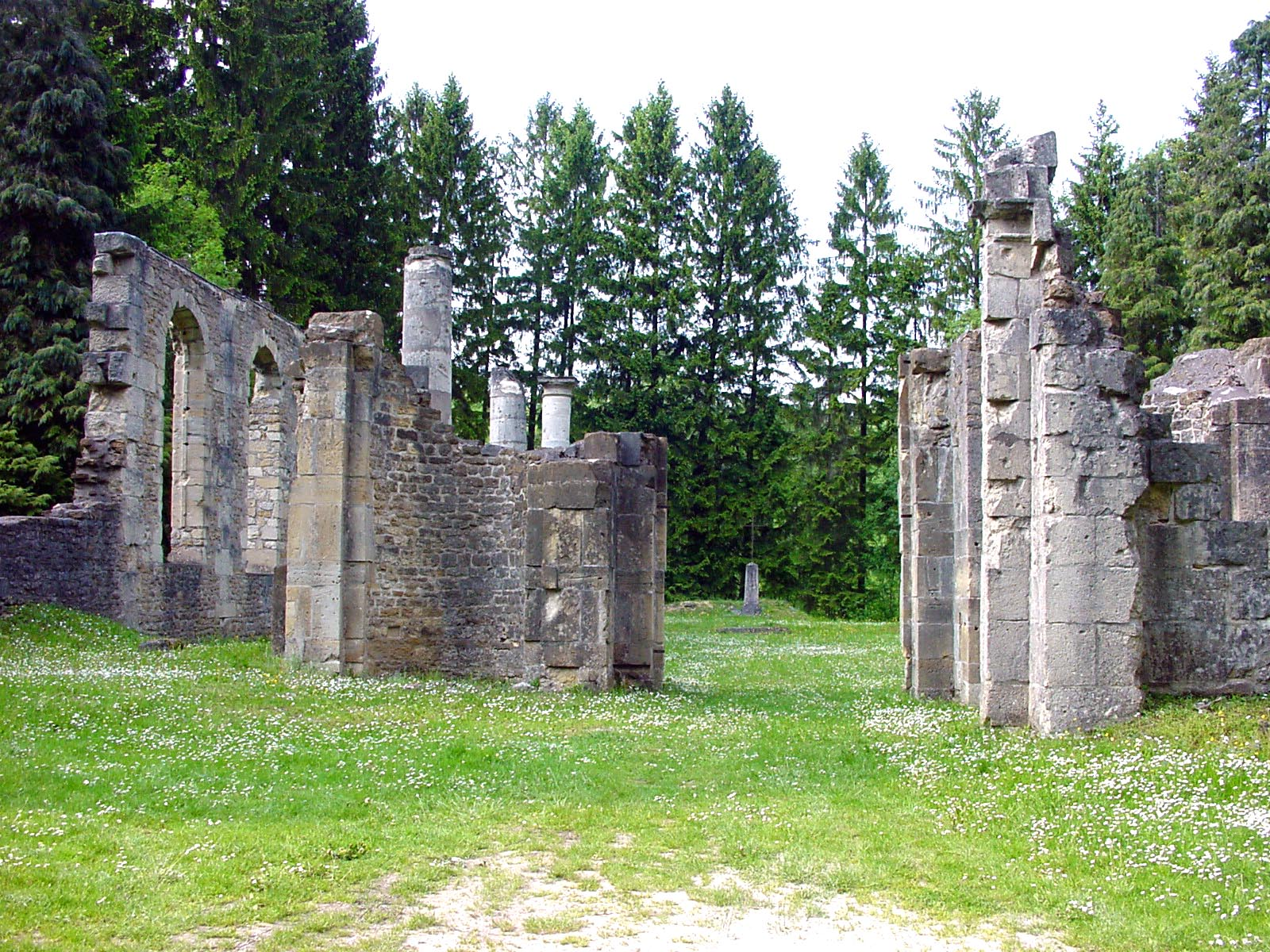
Resti del villaggio di Ornes, situato nella foresta antistante Verdun, distrutto e mai più ricostruito dopo i bombardamenti tedeschi del 1916

Centinaia di migliaia furono i giovani che patirono sofferenze indicibili nelle trincee di Verdun; migliaia di veterani sia francesi sia tedeschi si recarono per molti anni a commemorare i loro compagni nei luoghi in cui un tempo combatterono in condizioni terribili, tra feriti senza cure che agonizzavano, portaordini che non tornavano, soccorsi e razioni che non arrivavano e cadaveri seppelliti e disseppelliti dall'incessante bombardamento dell'artiglieria. Fu appunto l'artiglieria, con i suoi infiniti bombardamenti, che caratterizzò la battaglia sul fronte di Verdun per quasi un anno, instaurando nei combattenti una specie di "perdita di volontà", una insensibilità alla sofferenza e alla morte, che se da una parte gli corrose l'animo, dall'altro lato permise di sopportare indicibili sofferenze.
Moltissimi dei veterani, che ventitré anni dopo vissero e furono partecipi anche al secondo conflitto mondiale, rimasero così profondamente scossi dalla battaglia di Verdun, da portarsi dietro quel ricordo per tutta la vita. Caso emblematico fu quello del generale Carl-Heinrich von Stülpnagel, governatore militare tedesco a Parigi e tra i maggiori cospiratori nell'attentato del 20 luglio 1944 contro Hitler. Questi, mentre rientrava in Germania per il processo a suo carico, chiese di potersi fermare a Verdun nei pressi della tristemente famosa Mort-Homme, dove nel 1916 aveva comandato un battaglione, e dove nel 1944 tentò il suicidio. Proprio nel luogo dove migliaia di suoi commilitoni persero la vita durante i terribili assalti volti alla conquista di quella collina distrutta dal furore della guerra, il generale rivolse la sua pistola d'ordinanza alla testa. Sfortunatamente il generale riuscì solo ad accecarsi, e condotto comunque in Germania venne poi strangolato dalla Gestapo.
I pellegrinaggi e le commemorazioni legate a Verdun proseguirono per tutto il primo dopoguerra; l'ossario di Douaumont e la Voie Sacrée divennero quasi dei luoghi di culto per giovani e meno giovani, ma tutto il campo di battaglia rimase per lungo tempo pieno dei segni della battaglia. I pesanti reticolati dei forti furono usati nelle fattorie, gli elmetti tedeschi furono messi in testa agli spaventapasseri, i numerosi villaggi devastati rimasero abbandonati o addirittura sparirono dalle cartine geografiche. I boschi della riva destra furono nuovamente ricoperti di alberi, che crebbero di qualità scadente; nel 1930 le pendici del Mort-Homme furono ricoperte di alberi piantati dopo che ogni tentativo di coltivazione era fallito e dopo che si era scoperto che, a causa delle tonnellate di esplosivo e di gas venefici riversati a terra, lo stesso suolo era divenuto malsano.
Voragini innaturali più o meno profonde sono ancora individuabili lungo tutto il campo di battaglia e quella che prima veniva chiamata Quota 304 oggi è segnata sulle cartine geografiche con l'altezza di 297 m, dato che i violenti bombardamenti che accompagnavano i tentativi di conquista, "limarono" di ben 7 metri l'altezza della collina. Ancora oggi, vagando per i campi, con un po' di fortuna si possono trovare gli avanzi della battaglia: elmetti, borracce, fucili rotti e schegge di ogni tipo, a testimonianza della violenza della battaglia e del sacrificio di migliaia di soldati.

### Esplicative
1. ↑  Sollevato da ogni incarico il 28 agosto dello stesso anno e sostituito dal feldmaresciallo Paul von Hindenburg coadiuvato dal generale Erich Ludendorff
2. ↑  Anch'egli sostituito, ma solo dopo la fine delle operazioni a Verdun: infatti il 27 dicembre fu promosso Maresciallo di Francia, con lo scopo di allontanarlo dal Gran Quartier Géneral, e far prendere il suo posto a Nivelle
3. ↑  Per un solo corpo d'armata erano previsti pinze tagliafili, 17000 badili, 125000 granate a mano, 1000000 di sacchetti di sabbia, 265000 kg di filo spinato. Vedi:Horne, p. 48
4. ↑  In seguito venne calcolato che in un'area rettangolare di terreno di mezzo km per uno, erano caduti 80000 proiettili di grosso calibro. Vedi: Horne, p. 80
5. ↑  In questa sfortunata azione la 72ª divisione di fanteria francese smise di esistere. Dopo soli 4 giorni di combattimenti la divisione perse 192 ufficiali e 9636 uomini di truppa, e venne sciolta. Vedi: Horne, p. 66
6. ↑  Precisamente nord-africani e zuavi, poco abituati a quelle condizioni di battaglia, che dopo la morte del loro comandante lasciarono le linee e vennero per questo falciati dalle loro mitragliatrici. Vedi: Horne, p. 67
7. ↑  Nei primi giorni fu predisposto un sistema di staffette (che poi divenne pressoché la prassi tra le linee francesi per quasi l'intera durata della battaglia), che se non venivano colpite, impiegavano anche 8 ore per percorrere 3 km tra le linee. Vedi: Horne, p. 82
8. ↑  Un pezzo pesante da 155 mm a canna tozza, una coppia da 75 mm a canna corta (tutti su innovative torrette retrattili), 3 mitragliatrici e 4 cupole corazzate per l'osservazione. Vedi: Horne, p. 56
9. ↑  In seguito il tenente von Brandis, nel suo libro Die Sturmer von Douaumont, si appropriò indebitamente del merito della conquista del forte. Vedi: Ousby, p. 78
10. ↑  In seguito i francesi si accorsero che gli assalitori non erano più di una novantina e dissero che se lo avessero saputo non si sarebbero arresi così facilmente. «Troppo tardi» fu la risposta. Vedi: Ousby, p. 78
11. ↑  I giudizi a posteriori dell'ordine di De Castelnau, dicono che invece di resistere fino alla morte, l'esercito francese avrebbe fatto meglio a ritirarsi gradualmente lasciando ai tedeschi la riva destra ormai piena di forti inutilizzabili, e potersi quindi attestare sulle posizioni collinose di Sainte-Menehould per aver un migliore tiro sul nemico in avanzata, rendendo impossibile al nemico ulteriori progressioni in un terreno completamente sotto tiro dei 155 mm e dei 75 mm francesi. Ma come detto la dottrina francese non contemplava la ritirata, e inoltre la perdita della piazzaforte di Verdun avrebbe causato moltissime ripercussioni morali nell'opinione pubblica e nello stesso esercito, già martoriato da 18 mesi di sconfitte. Vedi: Horne, p. 146
12. ↑  Alla vigilia di uno dei suoi attacchi a Fort Douaumont disse: «La prima ondata sarà uccisa. La seconda anche. E anche la terza. Alcuni uomini della quarta raggiungeranno l'obiettivo. La quinta ondata prenderà la posizione». Vedi: Ousby, pp. 293-295; 340-341
13. ↑  Un ufficiale al comando di uno degli altri forti di Verdun, che sapeva a quale intensità di fuoco potevano resistere, saputo che Mangin avrebbe usato i mortai da 370, commentò: «Mangin ritiene davvero Douaumont tanto debole?». Vedi: Ousby, pp. 293-295; 340-341
14. ↑  L'8 maggio il forte fu scosso da una violenta esplosione causata da una scatola di bombe a mano difettose e morirono più di 600 soldati tedeschi che si trovavano nei sotterranei. Mangin colse l'occasione e andò all'attacco il 22 maggio; quando dalla sua posizione vide che alcuni soldati (sotto il comando del maggiore Lefebvre-Dibon) erano arrivati in cima al forte, preso dall'emozione comunicò subito a Nivelle di aver riconquistato il forte. Al pomeriggio del 23 dovette arrendersi all'evidenza che l'attacco era stato un fallimento e che i soldati che erano penetrati nel forte erano stati tutti fatti prigionieri. Vedi: Ousby, pp. 293-295; 340-341
15. ↑  Tre divisioni in prima linea, 3 divisioni a seguire e 2 divisioni di riserva.
16. ↑  Il 22 ottobre per far credere al nemico un imminente assalto, ordinò alle truppe di emettere le stesse grida d'eccitazione tipiche di un attacco; in risposta le artiglierie tedesche iniziarono un tiro di sbarramento, rivelando così le loro posizioni, che furono quindi martellate senza sosta dai pezzi da 155 francesi che in questo modo misero fuori combattimento 90 delle 158 batterie tedesche. Vedi: Horne, p. 312
17. ↑  Il feldmaresciallo von Hötzendorf era un seguace di Alfred von Schlieffen, e pensava che per vincere la guerra fosse necessario attaccare ed eliminare con il massimo sforzo prima un fronte per poi passare all'altro eliminando un nemico per volta, puntando prima ad eliminare la Russia. Mentre la cronica indecisione di Falkenhayn fece in modo che durante i 23 mesi del suo comando, l'atteggiamento tattico privilegiato fu quello che avrebbe garantito la "sicurezza su tutto il fronte" garantendo un distribuito numero di truppe lungo tutto la linea, quindi incapace di uno sfondamento settoriale. Vedi: Horne, p. 280
18. ↑  A cui non fu nemmeno più permesso avvicinarsi al fronte occidentale, fu spedito in nord Africa e per alcuni anni gli fu proibito di abitare a meno di 50 km da Parigi. Vedi: Horne, p. 332
19. ↑  A Verdun per la prima volta, i comandanti tedeschi perfezionarono la tattica di infiltrazione nelle linee nemiche con l'impiego di piccole squadre addestrate che sparpagliate su tutto il fronte, ebbero a dare molto filo da torcere alle difese statiche francesi. Vedi: Gudmundsson, pp. 154-155
20. ↑  Quello attuato da Nivelle durante le vittoriose controffensive di novembre e dicembre, basate sull'avanzamento dello sbarramento di artiglieria ad intervalli programmati a cui avrebbe dovuto seguire l'avanzamento della fanteria che in questo modo era sempre protetta dalla propria artiglieria.

### Bibliografiche
1. ↑  The Encyclopedia Americana, Vol. 28, (J.B.Lyon Company, 1920), 283.
2. ↑  MacKenzie, Donald A., The story of the Great War, (Buck Press, 2009), p. 142.
3. 1 2 3 4 5  Horne, p. 300.
4. 1 2  Grant, p. 276.
5. 1 2  Dupuy, p. 1052.
6. 1 2 3 4  Horne, p. 7.
7. 1 2 3 4 5 6 7   (FR) Daniel Costelle, Verdun, Les grandes batailles. URL consultato l'8 giugno 2011.
8. 1 2 3  Horne, p. 9.
9. ↑  Horne, p. 21.
10. ↑  Horne, p. 20.
11. ↑  Horne, p. 18.
12. ↑  Davis, p. 466.
13. ↑  Davis, p. 467.
14. ↑  Gilbert, p. 285.
15. ↑  Horne, p. 53.
16. ↑  Horne, pp. 52-53.
17. ↑  Horne, p. 13.
18. ↑  Horne, p. 57.
19. 1 2 3  R.de Thomasson, Les preliminaires de Verdun, Nancy, 1921.
20. 1 2   La battaglia di Verdun, su lagrandeguerra.net. URL consultato il 22 marzo 2014.
21. ↑  Horne, p. 43.
22. 1 2  Horne, p. 45.
23. ↑  Horne, pp. 49-50.
24. ↑  Horne, p. 49.
25. 1 2  Horne, p. 50.
26. 1 2  Paul Bansi, Niedersachsische Fussartillerie, Oldenburg, 1928
27. ↑  Una batteria addirittura ogni 150 m di trincea. Vedi: Horne, p. 51.
28. 1 2 3  Horne, p. 51.
29. ↑  Horne, p. 34.
30. ↑  Horne, p. 35.
31. ↑  Ousby, pp. 83-84.
32. ↑  Horne, p. 59.
33. ↑  Ousby, p. 85.
34. ↑  Horne, p. 61.
35. ↑  Anche per via del controspionaggio tedesco che inviava false notizie da paesi neutrali
36. ↑  Horne, p. 62.
37. ↑  Kronprinz Wilhelm, My War Experience.
38. 1 2  Horne, p. 75.
39. 1 2 3  Gudmundsson, p. 155.
40. ↑  Horne, p. 77.
41. ↑  Horne, p. 66.
42. ↑  Horne, p. 85.
43. ↑   Atlantide storie di uomini e di mondi - "La battaglia della Somme", su la7.tv, Archivio cult, la7.tv. URL consultato il 1º ottobre 2012.
44. ↑  Ousby, pp. 76-77.
45. ↑  Horne, p. 114.
46. ↑  Ousby, p. 77.
47. 1 2 3 4  Ousby, p. 120.
48. ↑  Horne, p. 132.
49. ↑  Ousby, p. 121.
50. ↑  Horne, p. 147.
51. ↑  Horne, p. 145.
52. ↑  Horne, pp. 147-148.
53. ↑  Durante le prime critiche settimane, dal 28 febbraio, transitarono per quella strada 25000 tonnellate di materiale e 190000 uomini
54. 1 2 3  Davis, p. 469.
55. ↑  Horne, p. 164.
56. ↑  Horne, p. 166.
57. ↑  Horne, p. 171.
58. ↑  Horne, p. 172.
59. ↑  Davis, pp. 374-375.
60. ↑  Horne, p. 245.
61. ↑  Horne, p. 198.
62. ↑  Horne, p. 223.
63. ↑  Horne, p. 224.
64. ↑  Horne, p. 228.
65. ↑  Horne, p. 258.
66. ↑  Horne, p. 246.
67. ↑  Horne, p. 268.
68. ↑  Distintosi in precedenza nell'organizzazione della difesa dei forti turchi a Gallipoli.
69. 1 2  Horne, p. 272.
70. ↑  Ousby, pp. 293-295; 340-341.
71. ↑  Horne, p. 308.
72. ↑  Horne, p. 311.
73. ↑  Horne, pp. 311-312.
74. ↑  Horne, p. 312.
75. ↑  Horne, pp. 312-313.
76. 1 2  Horne, p. 278.
77. ↑  Gudmundsson, p. 168.
78. ↑  Horne, p. 279.
79. ↑  Horne, pp. 280-281.
80. 1 2 3  Horne, p. 282.
81. ↑  Davis, pp. 375-376.
82. ↑  Gudmundsson, pp. 154-155.
83. ↑  Gilbert, pp. 313-314.
84. ↑  Gilbert, p. 317.
85. ↑  Gilbert, p. 325.
86. ↑  Horne, p. 320.
87. 1 2  Davis, p. 470.
88. 1 2 3  Horne, p. 331.
89. ↑  Horne, p. 323.
90. ↑  Horne, p. 329.
91. 1 2  Horne, p. 330.
92. ↑  Horne, p. 340.
93. ↑  Il quale fu uno dei rappresentanti parlamentari che sfiduciarono Joffre nel 1916.
94. ↑  Horne, p. 341.
95. ↑  Mentre altri, come Rommel e von Kluge in altri periodi, parteciparono anch'essi ad azioni nello stesso settore.
96. ↑  Horne, p. 342.
97. ↑  Gudmundsson, p. 156.
98. ↑  Horne, pp. 336-338.
99. ↑  Horne, p. 338.
100. ↑  Tra di essi il Generale di brigata Ernest Jean Aimé, arruolatosi come soldato semplice, scalò le gerarchie militari fino a raggiungere i massimi gradi. Rimase ucciso il 6 settembre 1916 presso Fort de Souville.
101. ↑  Davis, p. 480.
102. ↑  Horne, p. 347.
103. ↑  Horne, pp. 349-350.
104. ↑  Horne, p. 450.
105. ↑  Horne, p. 350.